# Eleições autárquicas portuguesas de 1997
As eleições autárquicas portuguesas de 1997 foram realizadas a 14 de dezembro e serviram para eleger os membros dos diferentes órgãos do poder local, compostos por 305 presidentes de câmara municipal, 2 021 vereadores, 6 802 mandatos para as assembleias municipais e 33 953 mandatos para as assembleias de freguesia.
O Partido Socialista (PS) foi, outra vez, o partido mais votado com cerca de 38% dos votos, mas apenas conquistou mais uma câmara em relação a 1993, ficando-se pelas 127 autarquias.
O Partido Social Democrata (PPD/PSD) foi o grande vencedor das eleições ao recuperar onze câmaras em relação a 1993, igualando o PS, com vitórias em 127 concelhos.
A CDU – Coligação Democrática Unitária (PCP–PEV), composta pelo Partido Comunista Português (PCP) e pelo Partido Ecologista "Os Verdes" (PEV), continuou o seu declínio eleitoral verificado desde 1985, perdendo mais oito câmaras, vencendo apenas 41.
O Partido Popular (CDS–PP) também continuou o seu declínio a nível autárquico, perdendo cinco câmaras, ficando apenas com oito, o pior registo de sempre do partido.

## Mapa

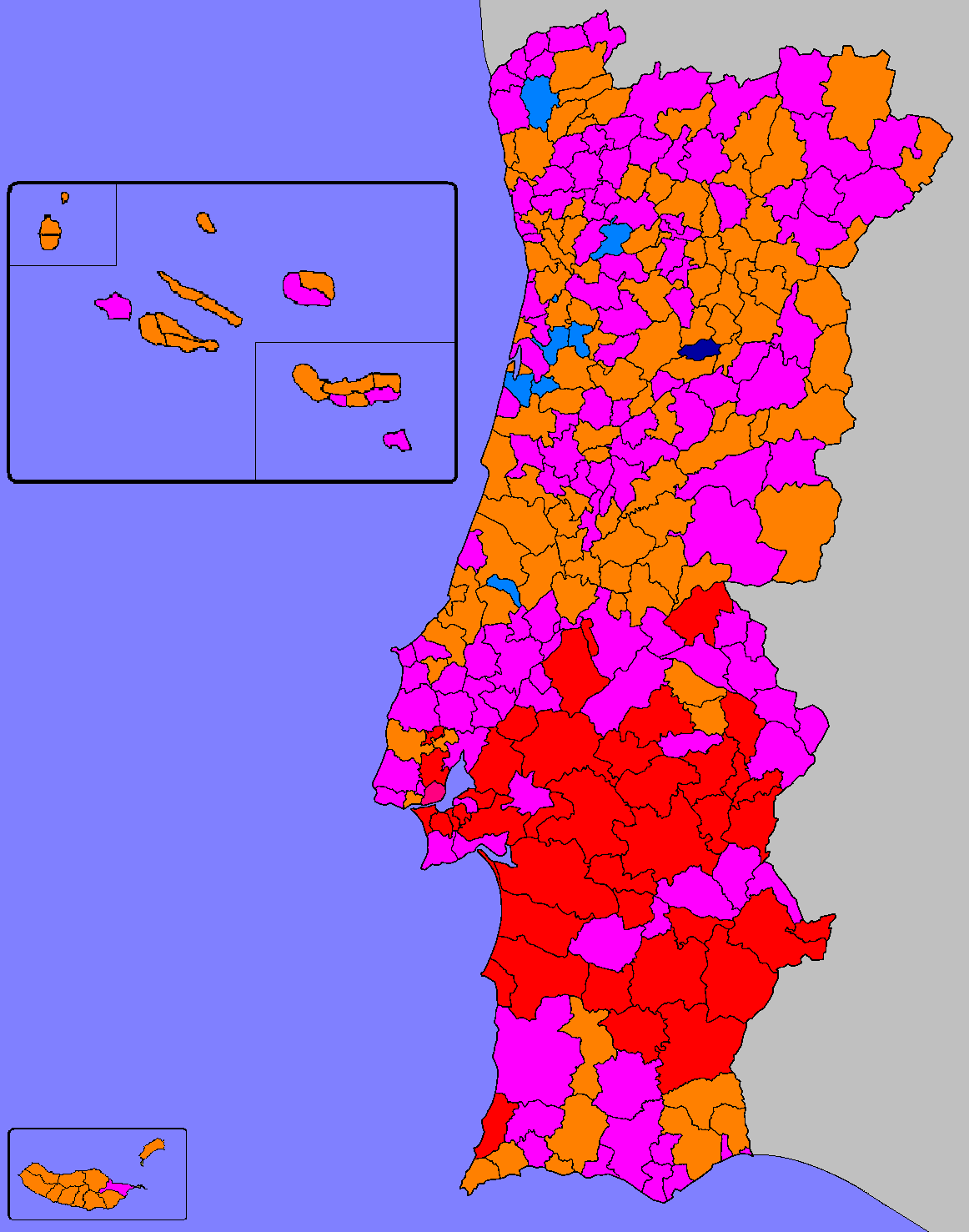
Partido mais votado por concelho (câmara municipal). Legenda: Rosa – PS; Laranja – PPD/PSD; Vermelho – PCP–PEV; Azul claro – CDS–PP; Laranja avermelhado – PS–PCP–PEV–UDP; Azul cobalto – PPM.

## Partidos e coligações candidatas

### Partidos
| Sigla | Sigla     | Partido/Coligação permanente                    |
| ----- | --------- | ----------------------------------------------- |
|       | CDS–PP    | Partido Popular                                 |
|       | FER       | Frente de Esquerda Revolucionária               |
|       | MPT       | Movimento O Partido da Terra                    |
|       | PCP–PEV   | CDU – Coligação Democrática Unitária            |
|       | PCTP/MRPP | Partido Comunista dos Trabalhadores Portugueses |
|       | PDA       | Partido Democrático do Atlântico                |
|       | PDC       | Partido da Democracia Cristã                    |
|       | PPD/PSD   | Partido Social Democrata                        |
|       | PPM       | Partido Popular Monárquico                      |
|       | PPR       | Partido Português das Regiões                   |
|       | PRD       | Partido Renovador Democrático                   |
|       | PS        | Partido Socialista                              |
|       | PSN       | Partido de Solidariedade Nacional               |
|       | PSR       | Partido Socialista Revolucionário               |
|       | PXXI      | Política XXI                                    |
|       | UDP       | União Democrática Popular                       |

### Coligações
| Sigla | Sigla          | Coligação ad hoc                                                                                                   |
| ----- | -------------- | --- |
|       | CDS–PP.PPD/PSD | Coligação Partido Popular–Partido Social Democrata.                                                                |
|       | PPD/PSD.CDS–PP | Coligação Partido Social Democrata–Partido Popular.                                                                |
|       | PS–PCP–PEV–UDP | Coligação Partido Socialista–Partido Comunista Português–Partido Ecologista "Os Verdes"–União Democrática Popular. |
|       | PSR–PXXI       | Coligação Partido Socialista Revolucionário–Política XXI.                                                          |

## Debates
| Debates        | Debates            | Debates       | Debates          | Debates                                  | Debates                                   | Debates                         | Debates           |
| Data           | Estação televisiva | Moderador(es) | Município        | Local                                    | Candidatos                                | Candidatos                      | Refs.             |
| -------------- | ------------------ | ------------- | ---------------- | ---------------------------------------- | ----------------------------------------- | ------------------------------- | ----------------- |
| 21 de novembro | RTP1, RTPi         | Adelino Gomes | Porto (distrito) | Exponor (Matosinhos)                     |                                           | Narciso Miranda (PS–Matosinhos) | [ 3 ]             |
| 21 de novembro | RTP1, RTPi         | Adelino Gomes | Porto (distrito) | Exponor (Matosinhos)                     | Valentim Loureiro (PPD/PSD–Gondomar)      |                                 | [ 3 ]             |
| 21 de novembro | RTP1, RTPi         | Adelino Gomes | Porto (distrito) | Exponor (Matosinhos)                     | Sílvio Cervan (CDS–PP–Vila Nova de Gaia)  |                                 | [ 3 ]             |
| 21 de novembro | RTP1, RTPi         | Adelino Gomes | Porto (distrito) | Exponor (Matosinhos)                     | Emídio Ribeiro (PCP–PEV–Porto)            |                                 | [ 3 ]             |
| 21 de novembro | RTP1, RTPi         | Adelino Gomes | Braga            | Exponor (Matosinhos)                     |                                           | Francisco Mesquita Machado (PS) | [ 4 ] [ 5 ]       |
| 21 de novembro | RTP1, RTPi         | Adelino Gomes | Braga            | Exponor (Matosinhos)                     | Germano Cerqueira (PPD/PSD)               |                                 | [ 4 ] [ 5 ]       |
| 21 de novembro | RTP1, RTPi         | Adelino Gomes | Braga            | Exponor (Matosinhos)                     | Viriato Amaral (PCP–PEV)                  |                                 | [ 4 ] [ 5 ]       |
| 21 de novembro | RTP1, RTPi         | Adelino Gomes | Braga            | Exponor (Matosinhos)                     | Miguel Brito (CDS–PP)                     |                                 | [ 4 ] [ 5 ]       |
| 21 de novembro | RTP1, RTPi         | Adelino Gomes | Braga            | Exponor (Matosinhos)                     | António Magalhães Lima (UDP)              |                                 | [ 4 ] [ 5 ]       |
| 21 de novembro | RTP1, RTPi         | Adelino Gomes | Viana do Castelo | Exponor (Matosinhos)                     |                                           | Defensor Moura (PS)             | [ 4 ] [ 5 ]       |
| 21 de novembro | RTP1, RTPi         | Adelino Gomes | Viana do Castelo | Exponor (Matosinhos)                     | Branco Morais (PPD/PSD)                   |                                 | [ 4 ] [ 5 ]       |
| 21 de novembro | RTP1, RTPi         | Adelino Gomes | Viana do Castelo | Exponor (Matosinhos)                     | José Meleiro (CDS–PP)                     |                                 | [ 4 ] [ 5 ]       |
| 21 de novembro | RTP1, RTPi         | Adelino Gomes | Viana do Castelo | Exponor (Matosinhos)                     | Alberto Midões (PCP–PEV)                  |                                 | [ 4 ] [ 5 ]       |
| 21 de novembro | RTP1, RTPi         | Adelino Gomes | Viana do Castelo | Exponor (Matosinhos)                     | Júlio Lopes (UDP)                         |                                 | [ 4 ] [ 5 ]       |
| 3 de dezembro  | RTP1, RTPi         | Adelino Gomes | Porto            | Exponor (Matosinhos)                     |                                           | Fernando Gomes (PS)             | [ 6 ] [ 7 ] [ 8 ] |
| 3 de dezembro  | RTP1, RTPi         | Adelino Gomes | Porto            | Exponor (Matosinhos)                     | Carlos de Azeredo (PPD/PSD.CDS–PP)        |                                 | [ 6 ] [ 7 ] [ 8 ] |
| 3 de dezembro  | RTP1, RTPi         | Adelino Gomes | Porto            | Exponor (Matosinhos)                     | Ilda Figueiredo (PCP–PEV)                 |                                 | [ 6 ] [ 7 ] [ 8 ] |
| 3 de dezembro  | RTP1, RTPi         | Adelino Gomes | Porto            | Exponor (Matosinhos)                     | José Machado de Castro (UDP)              |                                 | [ 6 ] [ 7 ] [ 8 ] |
| 3 de dezembro  | RTP1, RTPi         | Adelino Gomes | Porto            | Exponor (Matosinhos)                     | Alda Macedo (PSR–P XXI)                   |                                 | [ 6 ] [ 7 ] [ 8 ] |
| 3 de dezembro  | RTP1, RTPi         | Adelino Gomes | Porto            | Exponor (Matosinhos)                     | Hermínia Bacelar (PCTP/MRPP)              |                                 | [ 6 ] [ 7 ] [ 8 ] |
| 3 de dezembro  | RTP1, RTPi         | Adelino Gomes | Porto            | Exponor (Matosinhos)                     | Portal Madeira (PPM)                      |                                 | [ 6 ] [ 7 ] [ 8 ] |
| 12 de dezembro | RTP1, RTPi         | Adelino Gomes | Aveiro           | Instituto Português da Juventude (Viseu) |                                           | Celso dos Santos (CDS–PP)       | [ 9 ] [ 10 ]      |
| 12 de dezembro | RTP1, RTPi         | Adelino Gomes | Aveiro           | Instituto Português da Juventude (Viseu) | Alberto Souto de Miranda (PS)             |                                 | [ 9 ] [ 10 ]      |
| 12 de dezembro | RTP1, RTPi         | Adelino Gomes | Aveiro           | Instituto Português da Juventude (Viseu) | Cruz Tavares (PPD/PSD)                    |                                 | [ 9 ] [ 10 ]      |
| 12 de dezembro | RTP1, RTPi         | Adelino Gomes | Aveiro           | Instituto Português da Juventude (Viseu) | Rosa Gadanho (PCP–PEV)                    |                                 | [ 9 ] [ 10 ]      |
| 12 de dezembro | RTP1, RTPi         | Adelino Gomes | Aveiro           | Instituto Português da Juventude (Viseu) | Jorge Afonso (UDP)                        |                                 | [ 9 ] [ 10 ]      |
| 12 de dezembro | RTP1, RTPi         | Adelino Gomes | Aveiro           | Instituto Português da Juventude (Viseu) | Luís Rebocho (PCTP/MRPP)                  |                                 | [ 9 ] [ 10 ]      |
| 12 de dezembro | RTP1, RTPi         | Adelino Gomes | Guarda           | Instituto Português da Juventude (Viseu) |                                           | Maria do Carmo Borges (PS)      | [ 9 ] [ 10 ]      |
| 12 de dezembro | RTP1, RTPi         | Adelino Gomes | Guarda           | Instituto Português da Juventude (Viseu) | Carlos Andrade (PPD/PSD)                  |                                 | [ 9 ] [ 10 ]      |
| 12 de dezembro | RTP1, RTPi         | Adelino Gomes | Guarda           | Instituto Português da Juventude (Viseu) | José António Fonseca de Carvalho (CDS–PP) |                                 | [ 9 ] [ 10 ]      |
| 12 de dezembro | RTP1, RTPi         | Adelino Gomes | Guarda           | Instituto Português da Juventude (Viseu) | José Manuel Costa (PCP–PEV)               |                                 | [ 9 ] [ 10 ]      |
| 12 de dezembro | RTP1, RTPi         | Adelino Gomes | Viseu            | Instituto Português da Juventude (Viseu) |                                           | Fernando Ruas (PPD/PSD)         | [ 9 ] [ 10 ]      |
| 12 de dezembro | RTP1, RTPi         | Adelino Gomes | Viseu            | Instituto Português da Juventude (Viseu) | José Manuel Oliveira (PS)                 |                                 | [ 9 ] [ 10 ]      |
| 12 de dezembro | RTP1, RTPi         | Adelino Gomes | Viseu            | Instituto Português da Juventude (Viseu) | Francisco Peixoto (CDS–PP)                |                                 | [ 9 ] [ 10 ]      |
| 12 de dezembro | RTP1, RTPi         | Adelino Gomes | Viseu            | Instituto Português da Juventude (Viseu) | Manuel Rodrigues (PCP–PEV)                |                                 | [ 9 ] [ 10 ]      |
| 12 de dezembro | RTP1, RTPi         | Adelino Gomes | Viseu            | Instituto Português da Juventude (Viseu) | Carlos Vieira (UDP)                       |                                 | [ 9 ] [ 10 ]      |
| 12 de dezembro | RTP1, RTPi         | Adelino Gomes | Região Centro    | Instituto Português da Juventude (Viseu) |                                           | António José Seguro (PS)        | [ 11 ]            |
| 12 de dezembro | RTP1, RTPi         | Adelino Gomes | Região Centro    | Instituto Português da Juventude (Viseu) | José Luís Arnaut (PPD/PSD)                |                                 | [ 11 ]            |
| 12 de dezembro | RTP1, RTPi         | Adelino Gomes | Região Centro    | Instituto Português da Juventude (Viseu) | Girão Pereira (CDS–PP)                    |                                 | [ 11 ]            |
| 12 de dezembro | RTP1, RTPi         | Adelino Gomes | Região Centro    | Instituto Português da Juventude (Viseu) | Sérgio Teixeira (PCP–PEV)                 |                                 | [ 11 ]            |

## Resultados oficiais

### Câmaras e vereadores Municipais
| Partido                 | Partido | Votos       | %               | +/-         | Presidentes de CM | +/-         | Vereadores    | +/-         |
| ----------------------- | --- | ----------- | --------------- | ----------- | ----------------- | ----------- | ------------- | ----------- |
|                         | Partido Socialista                                                                                                | 2 041 307   | 38,07 / 100,00  | 2,01        | 127 / 305         | 1           | 869 / 2 021   | 77          |
|                         | Partido Social Democrata                                                                                          | 1 761 383   | 32,85 / 100,00  | 0,86        | 127 / 305         | 11          | 803 / 2 021   | 2           |
|                         | CDU – Coligação Democrática Unitária                                                                              | 643 956     | 12,01 / 100,00  | 0,75        | 41 / 305          | 8           | 236 / 2 021   | 10          |
|                         | Partido Popular                                                                                                   | 302 763     | 5,65 / 100,00   | 2,77        | 8 / 305           | 5           | 83 / 2 021    | 50          |
|                         | Coligação Partido Socialista–Partido Comunista Português–Partido Ecologista "Os Verdes"–União Democrática Popular | 165 008     | 3,08 / 100,00   | 0,82        | 1 / 305           | Estável     | 10 / 2 021    | 7           |
|                         | Coligação Partido Social Democrata–Partido Popular                                                                | 160 354     | 2,99 / 100,00   | Novo        | 0 / 305           | Novo        | 11 / 2 021    | Novo        |
|                         | União Democrática Popular                                                                                         | 21 079      | 0,39 / 100,00   | 0,24        | 0 / 305           | Estável     | 0 / 2 021     | Estável     |
|                         | Partido Comunista dos Trabalhadores Portugueses                                                                   | 18 674      | 0,35 / 100,00   | 0,06        | 0 / 305           | Estável     | 0 / 2 021     | Estável     |
|                         | Coligação Partido Socialista Revolucionário–Política XXI                                                          | 9 175       | 0,17 / 100,00   | Novo        | 0 / 305           | Novo        | 0 / 2 021     | Novo        |
|                         | Partido Socialista Revolucionário                                                                                 | 9 126       | 0,17 / 100,00   | Novo        | 0 / 305           | Novo        | 0 / 2 021     | Novo        |
|                         | Partido Popular Monárquico                                                                                        | 7 129       | 0,13 / 100,00   | 0,13        | 1 / 305           | 1           | 5 / 2 021     | 5           |
|                         | Política XXI | 6 995       | 0,13 / 100,00   | Novo        | 0 / 305           | Novo        | 1 / 2 021     | Novo        |
|                         | Partido da Democracia Cristã                                                                                      | 4 361       | 0,08 / 100,00   | 0,08        | 0 / 305           | Estável     | 1 / 2 021     | 1           |
|                         | Partido de Solidariedade Nacional                                                                                 | 2 301       | 0,04 / 100,00   | 0,49        | 0 / 305           | Estável     | 0 / 2 021     | 3           |
|                         | Movimento O Partido da Terra                                                                                      | 1 884       | 0,04 / 100,00   | 0,39        | 0 / 305           | Estável     | 2 / 2 021     | Estável     |
|                         | Partido Renovador Democrático                                                                                     | 1 483       | 0,03 / 100,00   | Estável     | 0 / 305           | Estável     | 0 / 2 021     | Estável     |
|                         | Partido Democrático do Atlântico                                                                                  | 567         | 0,01 / 100,00   | Estável     | 0 / 305           | Estável     | 0 / 2 021     | Estável     |
|                         | Frente de Esquerda Revolucionária                                                                                 | 120         | 0,00 / 100,00   | Novo        | 0 / 305           | Novo        | 0 / 2 021     | Novo        |
| Votos inválidos         | Votos inválidos                                                                                                   | 204 944     | 3,82 / 100,00   | 0,36        |                   |             |               |             |
| Total                   | Total | 5 362 609   | 100,00 / 100,00 |             | 305 / 305         |             | 2 021 / 2 021 | 15          |
| Eleitorado/Participação | Eleitorado/Participação                                                                                           | 8 922 182   | 60,10 / 100,00  | 3,30        |                   |             |               |             |
| Fonte                   | Fonte | [ 2 ] [ 1 ] | [ 2 ] [ 1 ]     | [ 2 ] [ 1 ] | [ 2 ] [ 1 ]       | [ 2 ] [ 1 ] | [ 2 ] [ 1 ]   | [ 2 ] [ 1 ] |

### Assembleias municipais
| Partido                 | Partido | Votos     | %               | +/-     | Mandatos      | +/-     |
| ----------------------- | --- | --------- | --------------- | ------- | ------------- | ------- |
|                         | Partido Socialista                                                                                                | 2 030 025 | 37,85 / 100,00  | 2,15    | 2 887 / 6 807 | 258     |
|                         | Partido Social Democrata                                                                                          | 1 633 778 | 30,46 / 100,00  | 3,36    | 2 579 / 6 807 | 92      |
|                         | CDU – Coligação Democrática Unitária                                                                              | 668 896   | 12,47 / 100,00  | 0,57    | 798 / 6 807   | 5       |
|                         | Partido Popular                                                                                                   | 395 209   | 7,37 / 100,00   | 0,86    | 437 / 6 807   | 119     |
|                         | Coligação Partido Social Democrata–Partido Popular                                                                | 166 793   | 3,11 / 100,00   | Novo    | 35 / 6 807    | Novo    |
|                         | Coligação Partido Socialista–Partido Comunista Português–Partido Ecologista "Os Verdes"–União Democrática Popular | 163 411   | 3,05 / 100,00   | 0,73    | 30 / 6 807    | 20      |
|                         | União Democrática Popular                                                                                         | 25 552    | 0,48 / 100,00   | 0,28    | 2 / 6 807     | Estável |
|                         | Partido Comunista dos Trabalhadores Portugueses                                                                   | 12 309    | 0,23 / 100,00   | 0,01    | 1 / 6 807     | Estável |
|                         | Coligação Partido Socialista Revolucionário–Política XXI                                                          | 11 150    | 0,21 / 100,00   | Novo    | 1 / 6 807     | Novo    |
|                         | Partido Socialista Revolucionário                                                                                 | 8 850     | 0,16 / 100,00   | 0,02    | 1 / 6 807     | 1       |
|                         | Política XXI | 6 483     | 0,12 / 100,00   | Novo    | 8 / 6 807     | Novo    |
|                         | Partido Popular Monárquico                                                                                        | 6 008     | 0,11 / 100,00   | 0,05    | 16 / 6 807    | 16      |
|                         | Partido da Democracia Cristã                                                                                      | 4 254     | 0,08 / 100,00   | -       | 5 / 6 807     | -       |
|                         | Partido de Solidariedade Nacional                                                                                 | 3 940     | 0,07 / 100,00   | 0,36    | 0 / 6 807     | 16      |
|                         | Movimento O Partido da Terra                                                                                      | 1 844     | 0,03 / 100,00   | 0,39    | 5 / 6 807     | 6       |
|                         | Partido Renovador Democrático                                                                                     | 1 341     | 0,03 / 100,00   | Estável | 2 / 6 807     | Estável |
|                         | Partido Democrático do Atlântico                                                                                  | 576       | 0,01 / 100,00   | -       | 0 / 6 807     | -       |
| Votos inválidos         | Votos inválidos                                                                                                   | 223 538   | 4,17 / 100,00   | 0,53    |               |         |
| Total                   | Total | 5 363 957 | 100,00 / 100,00 |         | 6 807 / 6 807 | 38      |
| Eleitorado/Participação | Eleitorado/Participação                                                                                           | 8 922 182 | 60,12 / 100,00  | 3,28    |               |         |
| Fonte                   | Fonte | [ 12 ]    | [ 12 ]          | [ 12 ]  | [ 12 ]        | [ 12 ]  |

### Assembleias de freguesia
| Partido                 | Partido | Votos     | %               | +/-     | Mandatos        | +/-    |
| ----------------------- | --- | --------- | --------------- | ------- | --------------- | ------ |
|                         | Partido Socialista                                                                                                | 1 952 468 | 36,56 / 100,00  | 2,03    | 13 626 / 33 953 | 1 314  |
|                         | Partido Social Democrata                                                                                          | 1 615 100 | 30,24 / 100,00  | 3,38    | 12 960 / 33 953 | 719    |
|                         | CDU – Coligação Democrática Unitária                                                                              | 661 254   | 12,38 / 100,00  | 0,88    | 2 731 / 33 953  | 16     |
|                         | Partido Popular                                                                                                   | 287 724   | 5,39 / 100,00   | 2,39    | 1 840 / 33 953  | 339    |
|                         | Coligação Partido Social Democrata–Partido Popular                                                                | 250 106   | 4,68 / 100,00   | Novo    | 638 / 33 953    | Novo   |
|                         | Coligação Partido Socialista–Partido Comunista Português–Partido Ecologista "Os Verdes"–União Democrática Popular | 169 893   | 3,18 / 100,00   | 0,72    | 408 / 33 953    | 119    |
|                         | Grupos de cidadãos eleitores                                                                                      | 152 055   | 2,85 / 100,00   | 0,56    | 1 594 / 33 953  | 360    |
|                         | União Democrática Popular                                                                                         | 16 116    | 0,30 / 100,00   | 0,16    | 6 / 33 953      | 4      |
|                         | Partido Popular Monárquico                                                                                        | 5 501     | 0,10 / 100,00   | 0,09    | 80 / 33 953     | 78     |
|                         | Partido Comunista dos Trabalhadores Portugueses                                                                   | 4 575     | 0,09 / 100,00   | 0,02    | 2 / 33 953      | 1      |
|                         | Movimento O Partido da Terra                                                                                      | 3 162     | 0,06 / 100,00   | 0,17    | 39 / 33 953     | 1      |
|                         | Partido da Democracia Cristã                                                                                      | 2 598     | 0,05 / 100,00   | -       | 8 / 33 953      | -      |
|                         | Partido de Solidariedade Nacional                                                                                 | 2 025     | 0,04 / 100,00   | 0,36    | 6 / 33 953      | 10     |
|                         | Partido Renovador Democrático                                                                                     | 1 549     | 0,03 / 100,00   | Estável | 9 / 33 953      | 7      |
|                         | Partido Democrático do Atlântico                                                                                  | 395       | 0,01 / 100,00   | -       | 3 / 33 953      | -      |
|                         | Partido Português das Regiões                                                                                     | 394       | 0,01 / 100,00   | Novo    | 3 / 33 953      | Novo   |
|                         | Partido Socialista Revolucionário                                                                                 | 34        | 0,00 / 100,00   | Novo    | 0 / 33 953      | Novo   |
| Votos inválidos         | Votos inválidos                                                                                                   | 215 792   | 4,04 / 100,00   | 0,57    |                 |        |
| Total                   | Total | 5 340 741 | 100,00 / 100,00 |         | 33 953 / 33 953 | 495    |
| Eleitorado/Participação | Eleitorado/Participação                                                                                           | 8 922 182 | 59,86 / 100,00  | 3,29    |                 |        |
| Fonte                   | Fonte | [ 13 ]    | [ 13 ]          | [ 13 ]  | [ 13 ]          | [ 13 ] |

## Resultados por distrito ou região autónoma (câmara municipal)

### Região Autónoma dos Açores
| Partido                 | Partido                              | Votos   | %               | +/-   | Presidentes de CM | +/-     | Vereadores | +/-     |
| ----------------------- | ------------------------------------ | ------- | --------------- | ----- | ----------------- | ------- | ---------- | ------- |
|                         | Partido Social Democrata             | 48 484  | 48,19 / 100,00  | 5,56  | 14 / 19           | 1       | 60 / 107   | 7       |
|                         | Partido Socialista                   | 39 330  | 39,09 / 100,00  | 19,50 | 5 / 19            | 1       | 41 / 107   | 15      |
|                         | Partido Popular                      | 5 754   | 5,72 / 100,00   | 4,39  | 0 / 19            | Estável | 3 / 107    | 3       |
|                         | CDU – Coligação Democrática Unitária | 3 580   | 3,56 / 100,00   | 1,45  | 0 / 19            | Estável | 3 / 107    | 2       |
|                         | Partido Democrático do Atlântico     | 567     | 0,56 / 100,00   | 0,30  | 0 / 19            | Estável | 0 / 107    | Estável |
|                         | União Democrática Popular            | 294     | 0,29 / 100,00   | -     | 0 / 19            | -       | 0 / 107    | -       |
|                         | Partido da Democracia Cristã         | 133     | 0,13 / 100,00   | 0,07  | 0 / 19            | Estável | 0 / 107    | Estável |
| Votos inválidos         | Votos inválidos                      | 2 472   | 2,46 / 100,00   | 0,33  |                   |         |            |         |
| Total                   | Total                                | 100 614 | 100,00 / 100,00 |       | 19 / 19           |         | 107 / 107  |         |
| Eleitorado/Participação | Eleitorado/Participação              | 194 286 | 51,79 / 100,00  | 7,45  |                   |         |            |         |

### Distrito de Aveiro
| Partido                 | Partido                                         | Votos   | %               | +/-  | Presidentes de CM | +/-     | Vereadores | +/-     |
| ----------------------- | ----------------------------------------------- | ------- | --------------- | ---- | ----------------- | ------- | ---------- | ------- |
|                         | Partido Social Democrata                        | 150 171 | 40,58 / 100,00  | 1,51 | 8 / 19            | 3       | 63 / 139   | 7       |
|                         | Partido Socialista                              | 133 574 | 36,09 / 100,00  | 2,39 | 6 / 19            | 2       | 49 / 139   | 3       |
|                         | Partido Popular                                 | 60 292  | 16,29 / 100,00  | 2,46 | 5 / 19            | 1       | 27 / 139   | 6       |
|                         | CDU – Coligação Democrática Unitária            | 11 958  | 3,23 / 100,00   | 0,44 | 0 / 19            | Estável | 0 / 139    | 1       |
|                         | Partido Comunista dos Trabalhadores Portugueses | 583     | 0,16 / 100,00   | -    | 0 / 19            | -       | 0 / 139    | -       |
|                         | União Democrática Popular                       | 443     | 0,12 / 100,00   | 0,06 | 0 / 19            | Estável | 0 / 139    | Estável |
|                         | Partido de Solidariedade Nacional               | 255     | 0,07 / 100,00   | 1,31 | 0 / 19            | Estável | 0 / 139    | Estável |
| Votos inválidos         | Votos inválidos                                 | 12 800  | 3,46 / 100,00   | 0,21 |                   |         |            |         |
| Total                   | Total                                           | 370 076 | 100,00 / 100,00 |      | 19 / 19           |         | 139 / 139  | 2       |
| Eleitorado/Participação | Eleitorado/Participação                         | 575 346 | 64,32 / 100,00  | 1,87 |                   |         |            |         |

### Distrito de Beja
| Partido                 | Partido                                         | Votos   | %               | +/-  | Presidentes de CM | +/-     | Vereadores | +/-     |
| ----------------------- | ----------------------------------------------- | ------- | --------------- | ---- | ----------------- | ------- | ---------- | ------- |
|                         | CDU – Coligação Democrática Unitária            | 39 894  | 42,34 / 100,00  | 0,83 | 9 / 14            | 1       | 39 / 78    | Estável |
|                         | Partido Socialista                              | 37 367  | 39,66 / 100,00  | 5,50 | 4 / 14            | 1       | 33 / 78    | 3       |
|                         | Partido Social Democrata                        | 11 502  | 12,21 / 100,00  | 0,45 | 1 / 14            | Estável | 6 / 78     | 2       |
|                         | Partido Popular                                 | 923     | 0,98 / 100,00   | 3,49 | 0 / 14            | Estável | 0 / 78     | 2       |
|                         | União Democrática Popular                       | 560     | 0,59 / 100,00   | -    | 0 / 14            | -       | 0 / 78     | -       |
|                         | Partido Comunista dos Trabalhadores Portugueses | 163     | 0,17 / 100,00   | -    | 0 / 14            | -       | 0 / 78     | -       |
| Votos inválidos         | Votos inválidos                                 | 3 819   | 4,05 / 100,00   | 0,07 |                   |         |            |         |
| Total                   | Total                                           | 94 228  | 100,00 / 100,00 |      | 14 / 14           |         | 78 / 78    | 2       |
| Eleitorado/Participação | Eleitorado/Participação                         | 151 278 | 62,29 / 100,00  | 1,85 |                   |         |            |         |

### Distrito de Braga
| Partido                 | Partido                              | Votos   | %               | +/-  | Presidentes de CM | +/-     | Vereadores | +/-     |
| ----------------------- | ------------------------------------ | ------- | --------------- | ---- | ----------------- | ------- | ---------- | ------- |
|                         | Partido Socialista                   | 209 798 | 45,33 / 100,00  | 2,18 | 7 / 13            | Estável | 48 / 103   | 4       |
|                         | Partido Social Democrata             | 169 902 | 36,71 / 100,00  | 0,62 | 6 / 13            | 1       | 44 / 103   | Estável |
|                         | Partido Popular                      | 32 493  | 7,02 / 100,00   | 4,38 | 0 / 13            | 1       | 7 / 103    | 4       |
|                         | CDU – Coligação Democrática Unitária | 27 326  | 5,90 / 100,00   | 0,29 | 0 / 13            | Estável | 3 / 103    | 1       |
|                         | Política XXI                         | 6 995   | 1,51 / 100,00   | Novo | 0 / 13            | Novo    | 1 / 103    | Novo    |
|                         | União Democrática Popular            | 1 935   | 0,42 / 100,00   | 0,25 | 0 / 13            | Estável | 0 / 103    | Estável |
|                         | Partido Socialista Revolucionário    | 671     | 0,14 / 100,00   | Novo | 0 / 13            | Novo    | 0 / 103    | Novo    |
|                         | Frente de Esquerda Revolucionária    | 120     | 0,03 / 100,00   | Novo | 0 / 13            | Novo    | 0 / 103    | Novo    |
| Votos inválidos         | Votos inválidos                      | 13 629  | 2,94 / 100,00   | 0,14 |                   |         |            |         |
| Total                   | Total                                | 462 869 | 100,00 / 100,00 |      | 13 / 13           |         | 103 / 103  | 2       |
| Eleitorado/Participação | Eleitorado/Participação              | 660 300 | 70,10 / 100,00  | 1,82 |                   |         |            |         |

### Distrito de Bragança
| Partido                 | Partido                              | Votos   | %               | +/-  | Presidentes de CM | +/-     | Vereadores | +/-     |
| ----------------------- | ------------------------------------ | ------- | --------------- | ---- | ----------------- | ------- | ---------- | ------- |
|                         | Partido Socialista                   | 46 826  | 45,12 / 100,00  | 1,39 | 7 / 12            | 3       | 36 / 72    | 1       |
|                         | Partido Social Democrata             | 43 616  | 42,02 / 100,00  | 1,30 | 5 / 12            | 3       | 33 / 72    | 1       |
|                         | Partido Popular                      | 7 480   | 7,21 / 100,00   | 0,51 | 0 / 12            | Estável | 3 / 72     | Estável |
|                         | CDU – Coligação Democrática Unitária | 1 761   | 1,70 / 100,00   | 0,25 | 0 / 12            | Estável | 0 / 72     | Estável |
|                         | Partido de Solidariedade Nacional    | 270     | 0,26 / 100,00   | -    | 0 / 12            | -       | 0 / 72     | -       |
| Votos inválidos         | Votos inválidos                      | 3 834   | 3,69 / 100,00   | 0,19 |                   |         |            |         |
| Total                   | Total                                | 103 787 | 100,00 / 100,00 |      | 12 / 12           |         | 72 / 72    |         |
| Eleitorado/Participação | Eleitorado/Participação              | 156 574 | 66,29 / 100,00  | 1,45 |                   |         |            |         |

### Distrito de Castelo Branco
| Partido                 | Partido                              | Votos   | %               | +/-  | Presidentes de CM | +/-     | Vereadores | +/-     |
| ----------------------- | ------------------------------------ | ------- | --------------- | ---- | ----------------- | ------- | ---------- | ------- |
|                         | Partido Socialista                   | 60 414  | 45,60 / 100,00  | 4,01 | 3 / 11            | 1       | 31 / 69    | 4       |
|                         | Partido Social Democrata             | 52 146  | 39,36 / 100,00  | 2,00 | 8 / 11            | 1       | 35 / 69    | Estável |
|                         | CDU – Coligação Democrática Unitária | 7 885   | 5,95 / 100,00   | 0,23 | 0 / 11            | Estável | 1 / 69     | 1       |
|                         | Partido Popular                      | 5 611   | 4,23 / 100,00   | 1,72 | 0 / 11            | Estável | 2 / 69     | 1       |
| Votos inválidos         | Votos inválidos                      | 6 443   | 4,86 / 100,00   | 0,04 |                   |         |            |         |
| Total                   | Total                                | 132 499 | 100,00 / 100,00 |      | 11 / 11           |         | 69 / 69    | 2       |
| Eleitorado/Participação | Eleitorado/Participação              | 204 360 | 64,84 / 100,00  | 1,41 |                   |         |            |         |

### Distrito de Coimbra
| Partido                 | Partido                                         | Votos   | %               | +/-  | Presidentes de CM | +/-     | Vereadores | +/-     |
| ----------------------- | ----------------------------------------------- | ------- | --------------- | ---- | ----------------- | ------- | ---------- | ------- |
|                         | Partido Socialista                              | 107 004 | 43,55 / 100,00  | 3,24 | 9 / 17            | Estável | 59 / 117   | 1       |
|                         | Partido Social Democrata                        | 104 351 | 42,47 / 100,00  | 7,16 | 8 / 17            | Estável | 55 / 117   | 1       |
|                         | CDU – Coligação Democrática Unitária            | 15 289  | 6,22 / 100,00   | 0,12 | 0 / 17            | Estável | 2 / 117    | 1       |
|                         | Partido Popular                                 | 7 621   | 3,10 / 100,00   | 1,76 | 0 / 17            | Estável | 1 / 117    | 1       |
|                         | Partido Comunista dos Trabalhadores Portugueses | 710     | 0,29 / 100,00   | 0,22 | 0 / 17            | Estável | 0 / 117    | Estável |
|                         | Partido Socialista Revolucionário               | 451     | 0,18 / 100,00   | Novo | 0 / 17            | Novo    | 0 / 117    | Novo    |
|                         | Partido de Solidariedade Nacional               | 366     | 0,15 / 100,00   | 1,99 | 0 / 17            | Estável | 0 / 117    | 2       |
| Votos inválidos         | Votos inválidos                                 | 9 919   | 4,04 / 100,00   | 0,03 |                   |         |            |         |
| Total                   | Total                                           | 245 711 | 100,00 / 100,00 |      | 17 / 17           |         | 117 / 117  |         |
| Eleitorado/Participação | Eleitorado/Participação                         | 388 436 | 63,26 / 100,00  | 1,25 |                   |         |            |         |

### Distrito de Évora
| Partido                 | Partido                                         | Votos   | %               | +/-  | Presidentes de CM | +/-     | Vereadores | +/-  |
| ----------------------- | ----------------------------------------------- | ------- | --------------- | ---- | ----------------- | ------- | ---------- | ---- |
|                         | CDU – Coligação Democrática Unitária            | 43 361  | 44,98 / 100,00  | 4,65 | 11 / 14           | Estável | 40 / 78    | 4    |
|                         | Partido Socialista                              | 30 554  | 31,69 / 100,00  | 8,39 | 3 / 14            | 1       | 27 / 78    | 9    |
|                         | Partido Social Democrata                        | 15 492  | 16,07 / 100,00  | 3,64 | 0 / 14            | 1       | 10 / 78    | 4    |
|                         | Partido Popular                                 | 2 939   | 3,05 / 100,00   | 0,46 | 0 / 14            | Estável | 1 / 78     | 1    |
|                         | Partido Comunista dos Trabalhadores Portugueses | 283     | 0,29 / 100,00   | -    | 0 / 14            | -       | 0 / 78     | -    |
|                         | Partido Socialista Revolucionário               | 117     | 0,12 / 100,00   | Novo | 0 / 14            | Novo    | 0 / 78     | Novo |
| Votos inválidos         | Votos inválidos                                 | 3 659   | 3,80 / 100,00   | 0,15 |                   |         |            |      |
| Total                   | Total                                           | 96 405  | 100,00 / 100,00 |      | 14 / 14           |         | 78 / 78    | 2    |
| Eleitorado/Participação | Eleitorado/Participação                         | 151 724 | 63,54 / 100,00  | 2,67 |                   |         |            |      |

### Distrito de Faro
| Partido                 | Partido                              | Votos   | %               | +/-  | Presidentes de CM | +/-     | Vereadores | +/-     |
| ----------------------- | ------------------------------------ | ------- | --------------- | ---- | ----------------- | ------- | ---------- | ------- |
|                         | Partido Socialista                   | 81 794  | 42,93 / 100,00  | 1,58 | 8 / 16            | 2       | 47 / 100   | 1       |
|                         | Partido Social Democrata             | 66 444  | 34,87 / 100,00  | 0,96 | 7 / 16            | 4       | 39 / 100   | 3       |
|                         | CDU – Coligação Democrática Unitária | 25 804  | 13,54 / 100,00  | 1,33 | 1 / 16            | 2       | 12 / 100   | 3       |
|                         | Partido Popular                      | 7 258   | 3,81 / 100,00   | 0,64 | 0 / 16            | Estável | 2 / 100    | 1       |
|                         | União Democrática Popular            | 893     | 0,47 / 100,00   | 0,28 | 0 / 16            | Estável | 0 / 100    | Estável |
|                         | Partido Socialista Revolucionário    | 173     | 0,09 / 100,00   | Novo | 0 / 16            | Novo    | 0 / 100    | Novo    |
|                         | Partido de Solidariedade Nacional    | 160     | 0,08 / 100,00   | 0,06 | 0 / 16            | Estável | 0 / 100    | Estável |
| Votos inválidos         | Votos inválidos                      | 8 010   | 4,20 / 100,00   | 0,40 |                   |         |            |         |
| Total                   | Total                                | 190 536 | 100,00 / 100,00 |      | 16 / 16           |         | 100 / 100  |         |
| Eleitorado/Participação | Eleitorado/Participação              | 318 392 | 59,84 / 100,00  | 2,83 |                   |         |            |         |

### Distrito da Guarda
| Partido                 | Partido                              | Votos   | %               | +/-  | Presidentes de CM | +/-     | Vereadores | +/-     |
| ----------------------- | ------------------------------------ | ------- | --------------- | ---- | ----------------- | ------- | ---------- | ------- |
|                         | Partido Socialista                   | 55 802  | 46,81 / 100,00  | 4,28 | 5 / 14            | 2       | 36 / 82    | Estável |
|                         | Partido Social Democrata             | 47 356  | 39,72 / 100,00  | 0,08 | 9 / 14            | 2       | 41 / 82    | 2       |
|                         | Partido Popular                      | 6 171   | 5,18 / 100,00   | 5,67 | 0 / 14            | Estável | 3 / 82     | 4       |
|                         | CDU – Coligação Democrática Unitária | 2 720   | 2,28 / 100,00   | 0,16 | 0 / 14            | Estável | 0 / 82     | Estável |
|                         | Partido Popular Monárquico           | 2 113   | 1,77 / 100,00   | -    | 0 / 14            | -       | 2 / 82     | -       |
| Votos inválidos         | Votos inválidos                      | 5 050   | 4,24 / 100,00   | 0,12 |                   |         |            |         |
| Total                   | Total                                | 119 212 | 100,00 / 100,00 |      | 14 / 14           |         | 82 / 82    |         |
| Eleitorado/Participação | Eleitorado/Participação              | 179 357 | 66,47 / 100,00  | 1,84 |                   |         |            |         |

### Distrito de Leiria
| Partido                 | Partido                                         | Votos   | %               | +/-  | Presidentes de CM | +/-     | Vereadores | +/-     |
| ----------------------- | ----------------------------------------------- | ------- | --------------- | ---- | ----------------- | ------- | ---------- | ------- |
|                         | Partido Social Democrata                        | 105 015 | 45,22 / 100,00  | 5,78 | 10 / 16           | 1       | 53 / 104   | 5       |
|                         | Partido Socialista                              | 80 602  | 34,71 / 100,00  | 2,20 | 5 / 16            | 1       | 41 / 104   | Estável |
|                         | CDU – Coligação Democrática Unitária            | 18 945  | 8,16 / 100,00   | 0,73 | 0 / 16            | Estável | 5 / 104    | 1       |
|                         | Partido Popular                                 | 16 133  | 6,95 / 100,00   | 3,60 | 1 / 16            | Estável | 5 / 104    | 6       |
|                         | Partido Popular Monárquico                      | 1 353   | 0,58 / 100,00   | -    | 0 / 16            | -       | 0 / 104    | -       |
|                         | Partido Comunista dos Trabalhadores Portugueses | 266     | 0,11 / 100,00   | -    | 0 / 16            | -       | 0 / 104    | -       |
| Votos inválidos         | Votos inválidos                                 | 9 906   | 4,27 / 100,00   | 0,37 |                   |         |            |         |
| Total                   | Total                                           | 232 220 | 100,00 / 100,00 |      | 16 / 16           |         | 104 / 104  |         |
| Eleitorado/Participação | Eleitorado/Participação                         | 381 448 | 60,88 / 100,00  | 0,55 |                   |         |            |         |

### Distrito de Lisboa
| Partido                 | Partido | Votos     | %               | +/-  | Presidentes de CM | +/-     | Vereadores | +/-     |
| ----------------------- | --- | --------- | --------------- | ---- | ----------------- | ------- | ---------- | ------- |
|                         | Partido Socialista                                                                                                | 261 110   | 26,52 / 100,00  | 2,71 | 9 / 15            | 1       | 54 / 135   | 4       |
|                         | Partido Social Democrata                                                                                          | 177 779   | 18,05 / 100,00  | 8,70 | 3 / 15            | 1       | 35 / 135   | 8       |
|                         | Coligação Partido Socialista–Partido Comunista Português–Partido Ecologista "Os Verdes"–União Democrática Popular | 165 008   | 16,76 / 100,00  | 2,51 | 1 / 15            | Estável | 10 / 135   | 1       |
|                         | CDU – Coligação Democrática Unitária                                                                              | 158 522   | 16,10 / 100,00  | 1,41 | 2 / 15            | 2       | 28 / 135   | Estável |
|                         | Coligação Partido Social Democrata–Partido Popular                                                                | 124 859   | 12,68 / 100,00  | Novo | 0 / 135           | Novo    | 7 / 135    | Novo    |
|                         | Partido Popular                                                                                                   | 23 718    | 2,41 / 100,00   | 3,45 | 0 / 15            | Estável | 1 / 135    | 2       |
|                         | Partido Comunista dos Trabalhadores Portugueses                                                                   | 12 993    | 1,32 / 100,00   | 0,10 | 0 / 15            | Estável | 0 / 135    | Estável |
|                         | Coligação Partido Socialista Revolucionário–Política XXI                                                          | 8 363     | 0,85 / 100,00   | Novo | 0 / 15            | Novo    | 0 / 135    | Novo    |
|                         | União Democrática Popular                                                                                         | 3 944     | 0,40 / 100,00   | -    | 0 / 15            | -       | 0 / 135    | -       |
|                         | Partido Socialista Revolucionário                                                                                 | 3 538     | 0,36 / 100,00   | Novo | 0 / 15            | Novo    | 0 / 135    | Novo    |
|                         | Partido da Democracia Cristã                                                                                      | 2 288     | 0,23 / 100,00   | -    | 0 / 15            | -       | 0 / 135    | -       |
|                         | Partido de Solidariedade Nacional                                                                                 | 139       | 0,01 / 100,00   | 0,49 | 0 / 15            | Estável | 0 / 135    | Estável |
| Votos inválidos         | Votos inválidos                                                                                                   | 42 413    | 4,31 / 100,00   | 0,73 |                   |         |            |         |
| Total                   | Total | 984 674   | 100,00 / 100,00 |      | 15 / 15           |         | 135 / 135  |         |
| Eleitorado/Participação | Eleitorado/Participação                                                                                           | 1 910 343 | 51,54 / 100,00  | 5,16 |                   |         |            |         |

### Região Autónoma da Madeira
| Partido                 | Partido                              | Votos   | %               | +/-  | Presidentes de CM | +/-     | Vereadores | +/-     |
| ----------------------- | ------------------------------------ | ------- | --------------- | ---- | ----------------- | ------- | ---------- | ------- |
|                         | Partido Social Democrata             | 69 035  | 53,05 / 100,00  | 4,54 | 10 / 11           | 1       | 45 / 69    | 5       |
|                         | Partido Socialista                   | 38 135  | 29,30 / 100,00  | 1,47 | 1 / 11            | 1       | 21 / 69    | 1       |
|                         | Partido Popular                      | 8 660   | 6,65 / 100,00   | 3,75 | 0 / 11            | Estável | 3 / 69     | 2       |
|                         | CDU – Coligação Democrática Unitária | 5 565   | 4,28 / 100,00   | 1,92 | 0 / 11            | Estável | 0 / 69     | Estável |
|                         | União Democrática Popular            | 4 332   | 3,33 / 100,00   | 0,32 | 0 / 11            | Estável | 0 / 69     | Estável |
|                         | Partido de Solidariedade Nacional    | 464     | 0,36 / 100,00   | 0,82 | 0 / 11            | Estável | 0 / 69     | Estável |
| Votos inválidos         | Votos inválidos                      | 3 947   | 3,03 / 100,00   | 0,13 |                   |         |            |         |
| Total                   | Total                                | 130 138 | 100,00 / 100,00 |      | 11 / 11           |         | 69 / 69    | 2       |
| Eleitorado/Participação | Eleitorado/Participação              | 211 030 | 61,67 / 100,00  | 1,15 |                   |         |            |         |

### Distrito de Portalegre
| Partido                 | Partido                              | Votos   | %               | +/-  | Presidentes de CM | +/-     | Vereadores | +/-     |
| ----------------------- | ------------------------------------ | ------- | --------------- | ---- | ----------------- | ------- | ---------- | ------- |
|                         | Partido Socialista                   | 36 448  | 46,22 / 100,00  | 8,31 | 10 / 15           | 3       | 43 / 81    | 6       |
|                         | CDU – Coligação Democrática Unitária | 18 309  | 23,22 / 100,00  | 1,62 | 3 / 15            | Estável | 19 / 81    | 1       |
|                         | Partido Social Democrata             | 17 674  | 22,41 / 100,00  | 9,07 | 2 / 15            | 3       | 19 / 81    | 7       |
|                         | Partido Popular                      | 1 957   | 2,48 / 100,00   | 0,67 | 0 / 15            | Estável | 0 / 81     | Estável |
|                         | Partido Renovador Democrático        | 1 483   | 1,88 / 100,00   | 0,52 | 0 / 15            | Estável | 0 / 81     | Estável |
| Votos inválidos         | Votos inválidos                      | 2 994   | 3,80 / 100,00   | 0,20 |                   |         |            |         |
| Total                   | Total                                | 78 865  | 100,00 / 100,00 |      | 15 / 15           |         | 81 / 81    |         |
| Eleitorado/Participação | Eleitorado/Participação              | 116 290 | 67,82 / 100,00  | 2,54 |                   |         |            |         |

### Distrito do Porto
| Partido                 | Partido                                                  | Votos     | %               | +/-  | Presidentes de CM | +/-     | Vereadores | +/-     |
| ----------------------- | -------------------------------------------------------- | --------- | --------------- | ---- | ----------------- | ------- | ---------- | ------- |
|                         | Partido Socialista                                       | 393 958   | 43,92 / 100,00  | 2,45 | 8 / 17            | 1       | 70 / 149   | 3       |
|                         | Partido Social Democrata                                 | 325 014   | 36,23 / 100,00  | 0,99 | 8 / 17            | 1       | 66 / 149   | 7       |
|                         | CDU – Coligação Democrática Unitária                     | 56 670    | 6,32 / 100,00   | 0,46 | 0 / 17            | Estável | 1 / 149    | 5       |
|                         | Partido Popular                                          | 46 287    | 5,16 / 100,00   | 3,16 | 1 / 17            | Estável | 8 / 149    | 3       |
|                         | Coligação Partido Social Democrata–Partido Popular       | 35 495    | 3,96 / 100,00   | Novo | 0 / 17            | Novo    | 4 / 149    | Novo    |
|                         | União Democrática Popular                                | 2 921     | 0,33 / 100,00   | 0,18 | 0 / 17            | Estável | 0 / 149    | Estável |
|                         | Partido Socialista Revolucionário                        | 2 688     | 0,30 / 100,00   | Novo | 0 / 17            | Novo    | 0 / 149    | Novo    |
|                         | Coligação Partido Socialista Revolucionário–Política XXI | 812       | 0,09 / 100,00   | Novo | 0 / 17            | Novo    | 0 / 149    | Novo    |
|                         | Partido Popular Monárquico                               | 686       | 0,08 / 100,00   | -    | 0 / 17            | -       | 0 / 149    | -       |
|                         | Partido Comunista dos Trabalhadores Portugueses          | 599       | 0,07 / 100,00   | -    | 0 / 17            | -       | 0 / 149    | -       |
|                         | Partido de Solidariedade Nacional                        | 573       | 0,06 / 100,00   | 0,49 | 0 / 17            | Estável | 0 / 149    | Estável |
| Votos inválidos         | Votos inválidos                                          | 31 317    | 3,49 / 100,00   | 0,97 |                   |         |            |         |
| Total                   | Total                                                    | 897 020   | 100,00 / 100,00 |      | 17 / 17           |         | 149 / 149  |         |
| Eleitorado/Participação | Eleitorado/Participação                                  | 1 444 360 | 62,11 / 100,00  | 4,29 |                   |         |            |         |

### Distrito de Santarém
| Partido                 | Partido                              | Votos   | %               | +/-     | Presidentes de CM | +/-     | Vereadores | +/-     |
| ----------------------- | ------------------------------------ | ------- | --------------- | ------- | ----------------- | ------- | ---------- | ------- |
|                         | Partido Socialista                   | 105 863 | 43,06 / 100,00  | 1,65    | 11 / 21           | Estável | 63 / 135   | 2       |
|                         | Partido Social Democrata             | 70 352  | 28,61 / 100,00  | 1,47    | 5 / 21            | 1       | 39 / 135   | 2       |
|                         | CDU – Coligação Democrática Unitária | 46 468  | 18,90 / 100,00  | 1,30    | 5 / 21            | 1       | 30 / 135   | Estável |
|                         | Partido Popular                      | 8 370   | 3,40 / 100,00   | 1,53    | 0 / 21            | Estável | 1 / 135    | Estável |
|                         | Movimento O Partido da Terra         | 1 884   | 0,77 / 100,00   | 0,19    | 0 / 21            | Estável | 2 / 135    | Estável |
|                         | União Democrática Popular            | 1 488   | 0,61 / 100,00   | 0,44    | 0 / 21            | Estável | 0 / 135    | Estável |
|                         | Partido Socialista Revolucionário    | 269     | 0,11 / 100,00   | Novo    | 0 / 21            | Novo    | 0 / 135    | Novo    |
|                         | Partido de Solidariedade Nacional    | 74      | 0,03 / 100,00   | 0,31    | 0 / 21            | Estável | 0 / 135    | Estável |
| Votos inválidos         | Votos inválidos                      | 11 092  | 4,51 / 100,00   | Estável |                   |         |            |         |
| Total                   | Total                                | 245 860 | 100,00 / 100,00 |         | 21 / 21           |         | 135 / 135  |         |
| Eleitorado/Participação | Eleitorado/Participação              | 400 298 | 61,42 / 100,00  | 3,25    |                   |         |            |         |

### Distrito de Setúbal
| Partido                 | Partido                                         | Votos   | %               | +/-  | Presidentes de CM | +/-     | Vereadores | +/-     |
| ----------------------- | ----------------------------------------------- | ------- | --------------- | ---- | ----------------- | ------- | ---------- | ------- |
|                         | CDU – Coligação Democrática Unitária            | 145 513 | 43,20 / 100,00  | 0,97 | 10 / 13           | 2       | 52 / 103   | Estável |
|                         | Partido Socialista                              | 113 290 | 33,63 / 100,00  | 2,23 | 3 / 13            | 2       | 41 / 103   | 7       |
|                         | Partido Social Democrata                        | 47 832  | 14,20 / 100,00  | 2,60 | 0 / 13            | Estável | 10 / 103   | 5       |
|                         | Partido Popular                                 | 8 009   | 2,38 / 100,00   | 1,11 | 0 / 13            | Estável | 0 / 103    | Estável |
|                         | União Democrática Popular                       | 3 604   | 1,07 / 100,00   | -    | 0 / 13            | -       | 0 / 103    | -       |
|                         | Partido Comunista dos Trabalhadores Portugueses | 3 049   | 0,91 / 100,00   | 0,38 | 0 / 13            | Estável | 0 / 103    | Estável |
|                         | Partido Socialista Revolucionário               | 1 219   | 0,36 / 100,00   | Novo | 0 / 13            | Novo    | 0 / 103    | Novo    |
| Votos inválidos         | Votos inválidos                                 | 14 312  | 4,25 / 100,00   | 1,01 |                   |         |            |         |
| Total                   | Total                                           | 336 828 | 100,00 / 100,00 |      | 13 / 13           |         | 103 / 103  | 2       |
| Eleitorado/Participação | Eleitorado/Participação                         | 657 084 | 51,26 / 100,00  | 6,07 |                   |         |            |         |

### Distrito de Viana do Castelo
| Partido                 | Partido                              | Votos   | %               | +/-  | Presidentes de CM | +/-     | Vereadores | +/- |
| ----------------------- | ------------------------------------ | ------- | --------------- | ---- | ----------------- | ------- | ---------- | --- |
|                         | Partido Socialista                   | 64 591  | 41,21 / 100,00  | 9,75 | 7 / 10            | 2       | 35 / 68    | 9   |
|                         | Partido Social Democrata             | 51 443  | 32,82 / 100,00  | 8,53 | 2 / 10            | 2       | 25 / 68    | 7   |
|                         | Partido Popular                      | 26 523  | 16,92 / 100,00  | 0,49 | 1 / 10            | Estável | 7 / 68     | 2   |
|                         | CDU – Coligação Democrática Unitária | 6 632   | 4,23 / 100,00   | 1,56 | 0 / 10            | Estável | 0 / 68     | 1   |
|                         | Partido da Democracia Cristã         | 1 940   | 1,24 / 100,00   | -    | 0 / 10            | -       | 1 / 68     | -   |
|                         | União Democrática Popular            | 417     | 0,27 / 100,00   | -    | 0 / 10            | -       | 0 / 68     | -   |
| Votos inválidos         | Votos inválidos                      | 5 190   | 3,31 / 100,00   | 0,14 |                   |         |            |     |
| Total                   | Total                                | 156 736 | 100,00 / 100,00 |      | 10 / 10           |         | 68 / 68    |     |
| Eleitorado/Participação | Eleitorado/Participação              | 230 434 | 68,02 / 100,00  | 0,43 |                   |         |            |     |

### Distrito de Vila Real
| Partido                 | Partido                                         | Votos   | %               | +/-     | Presidentes de CM | +/-     | Vereadores | +/-     |
| ----------------------- | ----------------------------------------------- | ------- | --------------- | ------- | ----------------- | ------- | ---------- | ------- |
|                         | Partido Social Democrata                        | 70 722  | 47,87 / 100,00  | 5,08    | 7 / 14            | Estável | 43 / 84    | 2       |
|                         | Partido Socialista                              | 62 422  | 42,25 / 100,00  | 0,89    | 7 / 14            | 1       | 39 / 84    | 3       |
|                         | Partido Popular                                 | 6 844   | 4,63 / 100,00   | 3,11    | 0 / 14            | 1       | 2 / 84     | 5       |
|                         | CDU – Coligação Democrática Unitária            | 2 484   | 1,68 / 100,00   | 0,51    | 0 / 14            | Estável | 0 / 84     | Estável |
|                         | Partido Comunista dos Trabalhadores Portugueses | 28      | 0,02 / 100,00   | Estável | 0 / 14            | Estável | 0 / 84     | Estável |
| Votos inválidos         | Votos inválidos                                 | 5 244   | 3,55 / 100,00   | 0,35    |                   |         |            |         |
| Total                   | Total                                           | 147 744 | 100,00 / 100,00 |         | 14 / 14           |         | 84 / 84    |         |
| Eleitorado/Participação | Eleitorado/Participação                         | 228 030 | 64,79 / 100,00  | 0,99    |                   |         |            |         |

### Distrito de Viseu
| Partido                 | Partido                              | Votos   | %               | +/-  | Presidentes de CM | +/-     | Vereadores | +/- |
| ----------------------- | ------------------------------------ | ------- | --------------- | ---- | ----------------- | ------- | ---------- | --- |
|                         | Partido Social Democrata             | 117 053 | 49,48 / 100,00  | 5,16 | 14 / 24           | 1       | 82 / 148   | 7   |
|                         | Partido Socialista                   | 82 425  | 34,84 / 100,00  | 2,88 | 9 / 24            | 2       | 55 / 148   | 8   |
|                         | Partido Popular                      | 19 720  | 8,34 / 100,00   | 8,16 | 0 / 24            | 2       | 7 / 148    | 17  |
|                         | CDU – Coligação Democrática Unitária | 5 270   | 2,23 / 100,00   | 0,38 | 0 / 24            | Estável | 1 / 148    | 1   |
|                         | Partido Popular Monárquico           | 2 977   | 1,26 / 100,00   | -    | 1 / 24            | -       | 3 / 148    | -   |
|                         | União Democrática Popular            | 248     | 0,10 / 100,00   | -    | 0 / 24            | -       | 0 / 148    | -   |
| Votos inválidos         | Votos inválidos                      | 8 894   | 3,76 / 100,00   | 0,03 |                   |         |            |     |
| Total                   | Total                                | 236 587 | 100,00 / 100,00 |      | 24 / 24           |         | 148 / 148  |     |
| Eleitorado/Participação | Eleitorado/Participação              | 362 812 | 65,21 / 100,00  | 1,24 |                   |         |            |     |

## Presidentes eleitos

### Região Autónoma dos Açores
| Concelho               | Partido | Partido                  | Presidente       | %    | Vereadores |
| ---------------------- | ------- | ------------------------ | ---------------- | ---- | ---------- |
| Angra do Heroísmo      |         | Partido Socialista       | Sérgio Ávila     | 45,5 | 4 / 7      |
| Calheta                |         | Partido Social Democrata | José Azevedo     | 73,7 | 4 / 5      |
| Corvo                  |         | Partido Social Democrata | Manuel Rita      | 44,5 | 3 / 5      |
| Horta                  |         | Partido Socialista       | Renato Leal      | 46,9 | 4 / 7      |
| Lagoa                  |         | Partido Socialista       | Luís Mota        | 55,9 | 3 / 5      |
| Lajes das Flores       |         | Partido Social Democrata | João Lourenço    | 47,9 | 3 / 5      |
| Lajes do Pico          |         | Partido Social Democrata | Cláudio Lopes    | 67,5 | 4 / 5      |
| Madalena               |         | Partido Social Democrata | Jorge Rodrigues  | 47,3 | 3 / 5      |
| Nordeste               |         | Partido Social Democrata | José Carreiro    | 65,3 | 4 / 5      |
| Ponta Delgada          |         | Partido Social Democrata | Manuel Arruda    | 49,6 | 5 / 9      |
| Povoação               |         | Partido Socialista       | Carlos Ávila     | 54,3 | 3 / 5      |
| Praia da Vitória       |         | Partido Social Democrata | José Gomes       | 59,1 | 4 / 7      |
| Ribeira Grande         |         | Partido Social Democrata | António Costa    | 49,8 | 4 / 7      |
| Santa Cruz da Graciosa |         | Partido Social Democrata | Luís Reis        | 49,9 | 3 / 5      |
| Santa Cruz das Flores  |         | Partido Social Democrata | Vasco Avelar     | 39,2 | 2 / 5      |
| São Roque do Pico      |         | Partido Social Democrata | Manuel Costa     | 67,7 | 4 / 5      |
| Velas                  |         | Partido Social Democrata | António Silveira | 58,9 | 4 / 5      |
| Vila do Porto          |         | Partido Socialista       | Alberto Costa    | 63,7 | 4 / 5      |
| Vila Franca do Campo   |         | Partido Social Democrata | Rui Melo         | 47,4 | 3 / 5      |

### Distrito de Aveiro
| Concelho             | Partido | Partido                  | Presidente             | %    | Vereadores |
| -------------------- | ------- | ------------------------ | ---------------------- | ---- | ---------- |
| Águeda               |         | Partido Social Democrata | Manuel Azevedo         | 43,7 | 3 / 7      |
| Albergaria-a-Velha   |         | Partido Popular          | Rui Marques            | 38,5 | 3 / 7      |
| Anadia               |         | Partido Social Democrata | Litério Maruqes        | 52,1 | 4 / 7      |
| Arouca               |         | Partido Socialista       | José de Pinho Oliveira | 50,1 | 4 / 7      |
| Aveiro               |         | Partido Socialista       | Alberto Miranda        | 38,7 | 4 / 9      |
| Castelo de Paiva     |         | Partido Social Democrata | Paulo Teixeira         | 51,7 | 4 / 7      |
| Espinho              |         | Partido Socialista       | José Mota              | 54,6 | 5 / 7      |
| Estarreja            |         | Partido Socialista       | Vladimiro Silva        | 43,8 | 4 / 7      |
| Ílhavo               |         | Partido Social Democrata | Ribau Esteves          | 43,0 | 4 / 7      |
| Mealhada             |         | Partido Socialista       | Rui Marqueiro          | 54,8 | 5 / 7      |
| Murtosa              |         | Partido Social Democrata | António Sousa          | 63,2 | 4 / 5      |
| Oliveira de Azeméis  |         | Partido Social Democrata | Ângelo Azevedo         | 44,7 | 5 / 9      |
| Oliveira do Bairro   |         | Partido Popular          | Acílio Gala            | 48,6 | 4 / 7      |
| Ovar                 |         | Partido Socialista       | Armando Alves          | 53,1 | 4 / 7      |
| Santa Maria da Feira |         | Partido Social Democrata | Alfredo Henriques      | 46,3 | 6 / 11     |
| São João da Madeira  |         | Partido Popular          | Manuel Cambra          | 33,2 | 3 / 7      |
| Sever do Vouga       |         | Partido Popular          | Manuel Soares          | 58,8 | 5 / 7      |
| Vagos                |         | Partido Popular          | Carlos Bento           | 54,8 | 4 / 7      |
| Vale de Cambra       |         | Partido Social Democrata | António Fonseca        | 47,9 | 4 / 7      |

### Distrito de Beja
| Concelho             | Partido | Partido                              | Presidente       | %    | Vereadores |
| -------------------- | ------- | ------------------------------------ | ---------------- | ---- | ---------- |
| Aljustrel            |         | CDU – Coligação Democrática Unitária | António Godinho  | 60,5 | 4 / 5      |
| Almodôvar            |         | Partido Socialista                   | Manuel Ribeiro   | 43,0 | 3 / 5      |
| Alvito               |         | CDU – Coligação Democrática Unitária | José Guerreiro   | 45,0 | 3 / 5      |
| Barrancos            |         | CDU – Coligação Democrática Unitária | António Tereno   | 47,1 | 3 / 5      |
| Beja                 |         | CDU – Coligação Democrática Unitária | José Marques     | 43,3 | 4 / 7      |
| Castro Verde         |         | CDU – Coligação Democrática Unitária | Fernando Caeiros | 57,9 | 3 / 5      |
| Cuba                 |         | Partido Socialista                   | Francisco Orelha | 48,4 | 3 / 5      |
| Ferreira do Alentejo |         | Partido Socialista                   | Luís Pita Ameixa | 52,7 | 3 / 5      |
| Mértola              |         | CDU – Coligação Democrática Unitária | Manuel Neto      | 48,9 | 3 / 5      |
| Moura                |         | CDU – Coligação Democrática Unitária | José Pós-de-Mina | 46,1 | 4 / 7      |
| Odemira              |         | Partido Socialista                   | António Coelho   | 46,3 | 4 / 7      |
| Ourique              |         | Partido Social Democrata             | José Santos      | 49,9 | 3 / 5      |
| Serpa                |         | CDU – Coligação Democrática Unitária | João Rocha       | 50,1 | 4 / 7      |
| Vidigueira           |         | CDU – Coligação Democrática Unitária | Carlos Goes      | 43,8 | 3 / 5      |

### Distrito de Braga
| Concelho               | Partido | Partido                  | Presidente                 | %    | Vereadores |
| ---------------------- | ------- | ------------------------ | -------------------------- | ---- | ---------- |
| Amares                 |         | Partido Social Democrata | Tomé Macedo                | 37,2 | 3 / 7      |
| Barcelos               |         | Partido Social Democrata | Fernando Reis              | 46,2 | 5 / 9      |
| Braga                  |         | Partido Socialista       | Francisco Mesquita Machado | 50,3 | 6 / 11     |
| Cabeceiras de Basto    |         | Partido Socialista       | Joaquim Barreto            | 63,0 | 5 / 7      |
| Celorico de Basto      |         | Partido Social Democrata | Albertino Silva            | 59,6 | 5 / 7      |
| Esposende              |         | Partido Social Democrata | Alberto Figueiredo         | 59,8 | 5 / 7      |
| Fafe                   |         | Partido Socialista       | José Ribeiro               | 47,8 | 4 / 7      |
| Guimarães              |         | Partido Socialista       | António Magalhães          | 49,8 | 6 / 11     |
| Póvoa de Lanhoso       |         | Partido Socialista       | João de Faria              | 52,2 | 4 / 7      |
| Terras de Bouro        |         | Partido Social Democrata | José de Araújo             | 48,0 | 3 / 5      |
| Vieira do Minho        |         | Partido Socialista       | Manuel de Matos            | 61,7 | 5 / 7      |
| Vila Nova de Famalicão |         | Partido Socialista       | Agostinho Fernandes        | 49,1 | 6 / 11     |
| Vila Verde             |         | Partido Social Democrata | José Fernandes             | 40,4 | 3 / 7      |

### Distrito de Bragança
| Concelho                 | Partido | Partido                  | Presidente        | %    | Vereadores |
| ------------------------ | ------- | ------------------------ | ----------------- | ---- | ---------- |
| Alfândega da Fé          |         | Partido Socialista       | Manuel Silva      | 49,9 | 3 / 5      |
| Bragança                 |         | Partido Social Democrata | António Nunes     | 49,0 | 4 / 7      |
| Carrazeda de Ansiães     |         | Partido Social Democrata | Eugénio Castro    | 54,5 | 3 / 5      |
| Freixo de Espada à Cinta |         | Partido Social Democrata | Edgar Gata        | 50,7 | 3 / 5      |
| Macedo de Cavaleiros     |         | Partido Socialista       | Manuel Vaz        | 52,0 | 4 / 7      |
| Miranda do Douro         |         | Partido Social Democrata | Manuel Martins    | 49,8 | 3 / 5      |
| Mirandela                |         | Partido Social Democrata | José Silvano      | 45,3 | 4 / 7      |
| Mogadouro                |         | Partido Socialista       | Francisco Pires   | 50,0 | 4 / 7      |
| Torre de Moncorvo        |         | Partido Socialista       | Fernando Ferreira | 51,3 | 4 / 7      |
| Vila Flor                |         | Partido Socialista       | Artur Pimentel    | 54,3 | 3 / 5      |
| Vimioso                  |         | Partido Socialista       | José Miranda      | 55,4 | 3 / 5      |
| Vinhais                  |         | Partido Socialista       | José Taveira      | 65,8 | 5 / 7      |

### Distrito de Castelo Branco
| Concelho            | Partido | Partido                  | Presidente         | %    | Vereadores |
| ------------------- | ------- | ------------------------ | ------------------ | ---- | ---------- |
| Belmonte            |         | Partido Social Democrata | António Rocha      | 50,9 | 3 / 5      |
| Castelo Branco      |         | Partido Socialista       | Joaquim Dias       | 65,3 | 7 / 9      |
| Covilhã             |         | Partido Social Democrata | Carlos Pinto       | 48,3 | 5 / 9      |
| Fundão              |         | Partido Socialista       | José Fortunato     | 54,6 | 5 / 7      |
| Idanha-a-Nova       |         | Partido Social Democrata | Francisco Batista  | 44,9 | 4 / 7      |
| Oleiros             |         | Partido Social Democrata | José Marques       | 71,9 | 4 / 5      |
| Penamacor           |         | Partido Socialista       | José Gonçalves     | 62,8 | 4 / 5      |
| Proença-a-Nova      |         | Partido Social Democrata | Diamantino André   | 44,9 | 3 / 5      |
| Sertã               |         | Partido Social Democrata | José Careto        | 56,4 | 5 / 7      |
| Vila de Rei         |         | Partido Social Democrata | Maria Irene Barata | 64,0 | 4 / 5      |
| Vila Velha de Ródão |         | Partido Social Democrata | Vitor Carmona      | 46,4 | 3 / 5      |

### Distrito de Coimbra
| Concelho             | Partido | Partido                  | Presidente          | %    | Vereadores |
| -------------------- | ------- | ------------------------ | ------------------- | ---- | ---------- |
| Arganil              |         | Partido Socialista       | Rui da Silva        | 46,5 | 4 / 7      |
| Cantanhede           |         | Partido Social Democrata | Jorge Santos        | 46,6 | 4 / 7      |
| Coimbra              |         | Partido Socialista       | Manuel Machado      | 45,8 | 6 / 11     |
| Condeixa-a-Nova      |         | Partido Socialista       | Jorge Bento         | 61,6 | 5 / 7      |
| Figueira da Foz      |         | Partido Social Democrata | Pedro Santana Lopes | 59,9 | 6 / 9      |
| Góis                 |         | Partido Socialista       | José Cabeças        | 67,1 | 4 / 5      |
| Lousã                |         | Partido Socialista       | Horácio Antunes     | 61,1 | 5 / 7      |
| Mira                 |         | Partido Socialista       | João Reigota        | 51,7 | 4 / 7      |
| Miranda do Corvo     |         | Partido Socialista       | Jorge Cosme         | 55,3 | 4 / 7      |
| Montemor-o-Velho     |         | Partido Socialista       | José Antunes        | 47,6 | 4 / 7      |
| Oliveira do Hospital |         | Partido Social Democrata | Carlos Brito        | 48,3 | 4 / 7      |
| Pampilhosa da Serra  |         | Partido Social Democrata | Hermano Almeida     | 47,7 | 3 / 5      |
| Penacova             |         | Partido Social Democrata | Maurício Marques    | 50,2 | 4 / 7      |
| Penela               |         | Partido Social Democrata | Fernando Antunes    | 63,2 | 4 / 5      |
| Soure                |         | Partido Social Democrata | João Gouveia        | 59,6 | 5 / 7      |
| Tábua                |         | Partido Socialista       | Francisco Portela   | 53,9 | 4 / 7      |
| Vila Nova de Poiares |         | Partido Social Democrata | Jaime Marta Soares  | 59,1 | 3 / 5      |

### Distrito de Évora
| Concelho              | Partido | Partido                              | Presidente         | %    | Vereadores |
| --------------------- | ------- | ------------------------------------ | ------------------ | ---- | ---------- |
| Alandroal             |         | CDU – Coligação Democrática Unitária | Margarida Godinho  | 49,2 | 3 / 5      |
| Arraiolos             |         | CDU – Coligação Democrática Unitária | Jerónimo Loios     | 60,3 | 4 / 5      |
| Borba                 |         | CDU – Coligação Democrática Unitária | João Proença       | 46,1 | 3 / 5      |
| Estremoz              |         | CDU – Coligação Democrática Unitária | Luís Mourinha      | 42,9 | 4 / 7      |
| Évora                 |         | CDU – Coligação Democrática Unitária | Abílio Fernandes   | 45,2 | 3 / 7      |
| Montemor-o-Novo       |         | CDU – Coligação Democrática Unitária | Carlos Pinto de Sá | 52,6 | 4 / 7      |
| Mora                  |         | CDU – Coligação Democrática Unitária | José Sinogas       | 49,1 | 3 / 5      |
| Mourão                |         | Partido Socialista                   | José Lopes         | 57,2 | 4 / 5      |
| Portel                |         | Partido Socialista                   | Norberto Patinho   | 49,3 | 3 / 5      |
| Redondo               |         | CDU – Coligação Democrática Unitária | Alfredo Barroso    | 61,5 | 4 / 5      |
| Reguengos de Monsaraz |         | Partido Socialista                   | Victor Martelo     | 58,1 | 3 / 5      |
| Vendas Novas          |         | CDU – Coligação Democrática Unitária | João Ribeiro       | 52,7 | 4 / 7      |
| Viana do Alentejo     |         | CDU – Coligação Democrática Unitária | Estêvão Pereira    | 53,2 | 3 / 5      |
| Vila Viçosa           |         | CDU – Coligação Democrática Unitária | Manuel Condenado   | 34,1 | 2 / 5      |

### Distrito de Faro
| Concelho                   | Partido | Partido                              | Presidente        | %    | Vereadores |
| -------------------------- | ------- | ------------------------------------ | ----------------- | ---- | ---------- |
| Albufeira                  |         | Partido Socialista                   | Arsénio Catuna    | 37,7 | 3 / 7      |
| Alcoutim                   |         | Partido Social Democrata             | Francisco Amaral  | 46,5 | 3 / 5      |
| Aljezur                    |         | CDU – Coligação Democrática Unitária | Manuel Marreiros  | 44,4 | 3 / 5      |
| Castro Marim               |         | Partido Social Democrata             | José Estevens     | 49,5 | 3 / 5      |
| Faro                       |         | Partido Socialista                   | Luís Coelho       | 46,7 | 4 / 7      |
| Lagoa                      |         | Partido Social Democrata             | Joaquim Rego      | 47,0 | 4 / 7      |
| Lagos                      |         | Partido Social Democrata             | José Rosado       | 42,5 | 4 / 7      |
| Loulé                      |         | Partido Socialista                   | Joaquim Vairinhos | 52,8 | 4 / 7      |
| Monchique                  |         | Partido Socialista                   | Carlos Tuta       | 61,0 | 4 / 5      |
| Olhão                      |         | Partido Socialista                   | Francisco Leal    | 50,8 | 4 / 7      |
| Portimão                   |         | Partido Socialista                   | Nuno Mergulhão    | 47,1 | 4 / 7      |
| São Brás de Alportel       |         | Partido Socialista                   | José Pires        | 54,8 | 3 / 5      |
| Silves                     |         | Partido Social Democrata             | Maria Soares      | 38,2 | 3 / 7      |
| Tavira                     |         | Partido Social Democrata             | Macário Correia   | 51,7 | 4 / 7      |
| Vila do Bispo              |         | Partido Social Democrata             | Gilberto Viegas   | 52,2 | 3 / 5      |
| Vila Real de Santo António |         | Partido Socialista                   | António Murta     | 44,1 | 4 / 7      |

### Distrito da Guarda
| Concelho                    | Partido | Partido                  | Presidente         | %    | Vereadores |
| --------------------------- | ------- | ------------------------ | ------------------ | ---- | ---------- |
| Aguiar da Beira             |         | Partido Social Democrata | Augusto Andrade    | 44,5 | 3 / 5      |
| Almeida                     |         | Partido Social Democrata | José Reis          | 61,0 | 4 / 5      |
| Celorico da Beira           |         | Partido Socialista       | Júlio dos Santos   | 49,4 | 3 / 5      |
| Figueira de Castelo Rodrigo |         | Partido Social Democrata | Armando Lopes      | 53,1 | 3 / 5      |
| Fornos de Algodres          |         | Partido Social Democrata | José Miranda       | 48,5 | 3 / 5      |
| Gouveia                     |         | Partido Socialista       | António Pacheco    | 49,0 | 4 / 7      |
| Guarda                      |         | Partido Socialista       | Maria Borges       | 56,3 | 5 / 7      |
| Manteigas                   |         | Partido Social Democrata | José Biscaia       | 37,4 | 2 / 5      |
| Mêda                        |         | Partido Social Democrata | João Pinto         | 44,1 | 3 / 5      |
| Pinhel                      |         | Partido Socialista       | António Cavalheiro | 52,8 | 4 / 7      |
| Sabugal                     |         | Partido Social Democrata | António Morgado    | 45,0 | 4 / 7      |
| Seia                        |         | Partido Socialista       | Eduardo de Brito   | 64,9 | 5 / 7      |
| Trancoso                    |         | Partido Social Democrata | Júlio Sarmento     | 45,4 | 4 / 7      |
| Vila Nova de Foz Coa        |         | Partido Social Democrata | António Gouveia    | 50,2 | 3 / 5      |

### Distrito de Leiria
| Concelho            | Partido | Partido                  | Presidente        | %    | Vereadores |
| ------------------- | ------- | ------------------------ | ----------------- | ---- | ---------- |
| Alcobaça            |         | Partido Social Democrata | António Sapinho   | 44,0 | 4 / 7      |
| Alvaiázere          |         | Partido Social Democrata | Álvaro Simões     | 78,3 | 4 / 5      |
| Ansião              |         | Partido Social Democrata | Fernando Marques  | 55,9 | 5 / 7      |
| Batalha             |         | Partido Popular          | António Lucas     | 50,8 | 4 / 7      |
| Bombarral           |         | Partido Social Democrata | António Álvaro    | 46,2 | 4 / 7      |
| Caldas da Rainha    |         | Partido Social Democrata | Fernando da Costa | 54,6 | 5 / 7      |
| Castanheira de Pera |         | Partido Socialista       | Pedro Henriques   | 74,0 | 4 / 5      |
| Figueiró dos Vinhos |         | Partido Socialista       | Fernando Manata   | 59,4 | 3 / 5      |
| Leiria              |         | Partido Social Democrata | Isabel Damasceno  | 43,4 | 5 / 9      |
| Marinha Grande      |         | Partido Socialista       | Álvaro Órfão      | 44,1 | 4 / 7      |
| Nazaré              |         | Partido Social Democrata | Jorge Barroso     | 53,6 | 4 / 7      |
| Óbidos              |         | Partido Socialista       | José Júnior       | 48,4 | 3 / 5      |
| Pedrógão Grande     |         | Partido Social Democrata | João Marques      | 50,3 | 3 / 5      |
| Peniche             |         | Partido Socialista       | Jorge Gonçalves   | 41,3 | 3 / 7      |
| Pombal              |         | Partido Social Democrata | Narciso Mota      | 60,9 | 5 / 7      |
| Porto de Mós        |         | Partido Social Democrata | José Ferreira     | 52,9 | 4 / 7      |

### Distrito de Lisboa
| Concelho               | Partido | Partido | Presidente           | %    | Vereadores |
| ---------------------- | ------- | --- | -------------------- | ---- | ---------- |
| Alenquer               |         | Partido Socialista                                                                                                | Álvaro Pedro         | 55,3 | 5 / 7      |
| Amadora                |         | Partido Socialista                                                                                                | Joaquim Raposo       | 33,8 | 4 / 11     |
| Arruda dos Vinhos      |         | Partido Social Democrata                                                                                          | Carlos Lourenço      | 40,1 | 2 / 5      |
| Azambuja               |         | Partido Socialista                                                                                                | João Benavente       | 38,2 | 3 / 7      |
| Cadaval                |         | Partido Socialista                                                                                                | Valentim Matias      | 51,2 | 4 / 7      |
| Cascais                |         | Partido Socialista                                                                                                | José Judas           | 42,0 | 5 / 11     |
| Lisboa                 |         | Coligação Partido Socialista–Partido Comunista Português–Partido Ecologista "Os Verdes"–União Democrática Popular | João Soares          | 51,9 | 10 / 17    |
| Loures                 |         | CDU – Coligação Democrática Unitária                                                                              | Demétrio Alves       | 35,1 | 5 / 11     |
| Lourinhã               |         | Partido Socialista                                                                                                | José Manuel Custódio | 58,3 | 5 / 7      |
| Mafra                  |         | Partido Social Democrata                                                                                          | José dos Santos      | 52,8 | 5 / 7      |
| Oeiras                 |         | Partido Social Democrata                                                                                          | Isaltino Morais      | 48,3 | 6 / 11     |
| Sintra                 |         | Partido Socialista                                                                                                | Edite Estrela        | 48,6 | 6 / 11     |
| Sobral de Monte Agraço |         | CDU – Coligação Democrática Unitária                                                                              | António Bugalho      | 64,3 | 4 / 5      |
| Torres Vedras          |         | Partido Socialista                                                                                                | Jacinto Leandro      | 47,6 | 5 / 9      |
| Vila Franca de Xira    |         | Partido Socialista                                                                                                | Maria Rosinha        | 38,5 | 4 / 9      |

### Região Autónoma da Madeira
| Concelho        | Partido | Partido                  | Presidente            | %    | Vereadores |
| --------------- | ------- | ------------------------ | --------------------- | ---- | ---------- |
| Calheta         |         | Partido Social Democrata | Manuel de Castro      | 58,6 | 4 / 7      |
| Câmara de Lobos |         | Partido Social Democrata | Gabriel de Ornelas    | 51,8 | 5 / 7      |
| Funchal         |         | Partido Social Democrata | Miguel Albuquerque    | 50,9 | 6 / 9      |
| Machico         |         | Partido Socialista       | Lino Martins          | 49,0 | 4 / 7      |
| Ponta do Sol    |         | Partido Social Democrata | António da Silva Lobo | 58,2 | 3 / 5      |
| Porto Moniz     |         | Partido Social Democrata | António de Sousa      | 60,5 | 3 / 5      |
| Porto Santo     |         | Partido Social Democrata | Roberto da Silva      | 57,8 | 3 / 5      |
| Ribeira Brava   |         | Partido Social Democrata | José Fernandes        | 72,5 | 6 / 7      |
| Santa Cruz      |         | Partido Social Democrata | José Correia          | 47,4 | 4 / 7      |
| Santana         |         | Partido Social Democrata | Carlos Pereira        | 61,8 | 4 / 5      |
| São Vicente     |         | Partido Social Democrata | João Mendes           | 60,1 | 4 / 5      |

### Distrito de Portalegre
| Concelho        | Partido | Partido                              | Presidente         | %    | Vereadores |
| --------------- | ------- | ------------------------------------ | ------------------ | ---- | ---------- |
| Alter do Chão   |         | Partido Social Democrata             | António Cruz       | 37,8 | 2 / 5      |
| Arronches       |         | Partido Socialista                   | Gil Romão          | 65,1 | 4 / 5      |
| Avis            |         | CDU – Coligação Democrática Unitária | António Bartolomeu | 60,4 | 4 / 5      |
| Campo Maior     |         | Partido Socialista                   | João Burrica       | 47,1 | 3 / 5      |
| Castelo de Vide |         | Partido Socialista                   | Joaquim Canário    | 44,4 | 3 / 5      |
| Crato           |         | Partido Socialista                   | José da Luz        | 44,3 | 3 / 5      |
| Elvas           |         | Partido Socialista                   | Rondão Almeida     | 67,0 | 6 / 7      |
| Fronteira       |         | Partido Social Democrata             | Pedro Lancha       | 55,4 | 3 / 5      |
| Gavião          |         | Partido Socialista                   | Jorge de Jesus     | 62,2 | 4 / 5      |
| Marvão          |         | Partido Socialista                   | Manuel Bogalho     | 49,7 | 3 / 5      |
| Monforte        |         | CDU – Coligação Democrática Unitária | Rui Silva          | 48,5 | 3 / 5      |
| Nisa            |         | CDU – Coligação Democrática Unitária | José Basso         | 45,6 | 3 / 5      |
| Ponte de Sor    |         | Partido Socialista                   | João Pinto         | 42,5 | 3 / 7      |
| Portalegre      |         | Partido Socialista                   | Amílcar Santos     | 42,2 | 3 / 7      |
| Sousel          |         | Partido Socialista                   | Emílio Sabido      | 42,5 | 2 / 5      |

### Distrito do Porto
| Concelho           | Partido | Partido                  | Presidente              | %    | Vereadores |
| ------------------ | ------- | ------------------------ | ----------------------- | ---- | ---------- |
| Amarante           |         | Partido Socialista       | Armindo Abreu           | 58,5 | 5 / 7      |
| Baião              |         | Partido Social Democrata | Emília Silva            | 50,7 | 4 / 7      |
| Felgueiras         |         | Partido Socialista       | Fátima Felgueiras       | 56,3 | 4 / 7      |
| Gondomar           |         | Partido Social Democrata | Valentim Loureiro       | 67,4 | 9 / 11     |
| Lousada            |         | Partido Socialista       | Jorge Magalhães         | 65,5 | 5 / 7      |
| Maia               |         | Partido Social Democrata | José Vieira de Carvalho | 60,4 | 6 / 9      |
| Marco de Canaveses |         | Partido Popular          | Avelino Ferreira Torres | 56,0 | 4 / 7      |
| Matosinhos         |         | Partido Socialista       | Narciso Miranda         | 62,5 | 8 / 11     |
| Paços de Ferreira  |         | Partido Social Democrata | Arménio Pereira         | 60,7 | 5 / 7      |
| Paredes            |         | Partido Social Democrata | José da Fonseca         | 56,3 | 6 / 9      |
| Penafiel           |         | Partido Socialista       | Agostinho Gonçalves     | 50,5 | 5 / 9      |
| Porto              |         | Partido Socialista       | Fernando Gomes          | 55,8 | 8 / 13     |
| Póvoa de Varzim    |         | Partido Social Democrata | José Vieira             | 62,4 | 6 / 7      |
| Santo Tirso        |         | Partido Socialista       | Joaquim Couto           | 50,9 | 5 / 9      |
| Valongo            |         | Partido Social Democrata | Fernando de Melo        | 53,5 | 6 / 9      |
| Vila do Conde      |         | Partido Socialista       | Mário de Almeida        | 62,6 | 6 / 9      |
| Vila Nova de Gaia  |         | Partido Social Democrata | Luís Filipe Menezes     | 46,7 | 6 / 11     |

### Distrito de Santarém
| Concelho               | Partido | Partido                              | Presidente          | %    | Vereadores |
| ---------------------- | ------- | ------------------------------------ | ------------------- | ---- | ---------- |
| Abrantes               |         | Partido Socialista                   | Nélson Carvalho     | 55,9 | 5 / 7      |
| Alcanena               |         | Partido Socialista                   | Luís Azevedo        | 51,5 | 4 / 7      |
| Almeirim               |         | Partido Socialista                   | José Gomes          | 61,8 | 5 / 7      |
| Alpiarça               |         | Partido Socialista                   | Joaquim do Céu      | 50,3 | 3 / 5      |
| Benavente              |         | CDU – Coligação Democrática Unitária | António Ganhão      | 55,7 | 4 / 7      |
| Cartaxo                |         | Partido Socialista                   | José Rodrigues      | 63,4 | 6 / 7      |
| Chamusca               |         | CDU – Coligação Democrática Unitária | Sérgio Carrinho     | 47,6 | 4 / 7      |
| Constância             |         | CDU – Coligação Democrática Unitária | António Mendes      | 68,3 | 4 / 5      |
| Coruche                |         | CDU – Coligação Democrática Unitária | Manuel Brandão      | 50,3 | 4 / 7      |
| Entroncamento          |         | Partido Socialista                   | José da Cunha       | 39,0 | 3 / 7      |
| Ferreira do Zêzere     |         | Partido Social Democrata             | Luís Pereira        | 53,8 | 3 / 5      |
| Golegã                 |         | Partido Socialista                   | José Maltez         | 49,2 | 3 / 5      |
| Mação                  |         | Partido Social Democrata             | Elvino Pereira      | 47,9 | 3 / 5      |
| Ourém                  |         | Partido Social Democrata             | David Catarino      | 50,0 | 4 / 7      |
| Rio Maior              |         | Partido Socialista                   | Silvino Sequeira    | 61,7 | 5 / 7      |
| Salvaterra de Magos    |         | CDU – Coligação Democrática Unitária | Ana Ribeiro         | 50,4 | 4 / 7      |
| Santarém               |         | Partido Socialista                   | José Noras          | 48,6 | 5 / 9      |
| Sardoal                |         | Partido Social Democrata             | Fernando Moleirinho | 69,3 | 4 / 5      |
| Tomar                  |         | Partido Social Democrata             | António Paiva       | 43,6 | 4 / 7      |
| Torres Novas           |         | Partido Socialista                   | António Rodrigues   | 49,3 | 4 / 7      |
| Vila Nova da Barquinha |         | Partido Socialista                   | Vítor Pombeiro      | 51,1 | 3 / 5      |

### Distrito de Setúbal
| Concelho          | Partido | Partido                              | Presidente            | %    | Vereadores |
| ----------------- | ------- | ------------------------------------ | --------------------- | ---- | ---------- |
| Alcácer do Sal    |         | CDU – Coligação Democrática Unitária | Manuel Brito          | 58,3 | 5 / 7      |
| Alcochete         |         | CDU – Coligação Democrática Unitária | Miguel Boieiro        | 50,4 | 3 / 5      |
| Almada            |         | CDU – Coligação Democrática Unitária | Maria Emília de Sousa | 45,9 | 6 / 11     |
| Barreiro          |         | CDU – Coligação Democrática Unitária | Pedro Canário         | 40,4 | 4 / 9      |
| Grândola          |         | CDU – Coligação Democrática Unitária | Fernando Travassos    | 48,2 | 4 / 7      |
| Moita             |         | CDU – Coligação Democrática Unitária | João de Almeida       | 45,3 | 5 / 9      |
| Montijo           |         | Partido Socialista                   | Maria Antunes         | 45,3 | 4 / 7      |
| Palmela           |         | CDU – Coligação Democrática Unitária | Carlos Sousa          | 50,4 | 4 / 7      |
| Santiago do Cacém |         | CDU – Coligação Democrática Unitária | Ramiro Beja           | 45,0 | 4 / 7      |
| Seixal            |         | CDU – Coligação Democrática Unitária | Alfredo da Costa      | 50,9 | 6 / 11     |
| Sesimbra          |         | Partido Socialista                   | Amadeu Penin          | 45,2 | 4 / 7      |
| Setúbal           |         | Partido Socialista                   | Manuel Cáceres        | 37,1 | 4 / 9      |
| Sines             |         | CDU – Coligação Democrática Unitária | Manuel Carvalho       | 44,1 | 4 / 7      |

### Distrito de Viana do Castelo
| Concelho              | Partido | Partido                  | Presidente          | %    | Vereadores |
| --------------------- | ------- | ------------------------ | ------------------- | ---- | ---------- |
| Arcos de Valdevez     |         | Partido Social Democrata | Francisco de Araújo | 59,1 | 5 / 7      |
| Caminha               |         | Partido Socialista       | Valdemar Patrício   | 51,0 | 4 / 7      |
| Melgaço               |         | Partido Socialista       | António Solheiro    | 73,0 | 6 / 7      |
| Monção                |         | Partido Socialista       | José Moreira        | 43,3 | 4 / 7      |
| Paredes de Coura      |         | Partido Socialista       | António Júnior      | 60,1 | 3 / 5      |
| Ponte da Barca        |         | Partido Social Democrata | António de Oliveira | 47,3 | 4 / 7      |
| Ponte de Lima         |         | Partido Popular          | Daniel Campelo      | 61,2 | 5 / 7      |
| Valença               |         | Partido Socialista       | Fernando Barbosa    | 54,2 | 4 / 7      |
| Viana do Castelo      |         | Partido Socialista       | Defensor Moura      | 49,0 | 5 / 9      |
| Vila Nova de Cerveira |         | Partido Socialista       | José Carpinteira    | 61,3 | 4 / 5      |

### Distrito de Vila Real
| Concelho                 | Partido | Partido                  | Presidente         | %    | Vereadores |
| ------------------------ | ------- | ------------------------ | ------------------ | ---- | ---------- |
| Alijó                    |         | Partido Socialista       | Joaquim Cerca      | 56,2 | 5 / 7      |
| Boticas                  |         | Partido Social Democrata | Fernando Campos    | 66,2 | 4 / 5      |
| Chaves                   |         | Partido Socialista       | Alexandre Chaves   | 48,9 | 4 / 7      |
| Mesão Frio               |         | Partido Social Democrata | Marco Silva        | 62,8 | 4 / 5      |
| Mondim de Basto          |         | Partido Social Democrata | Fernando Moura     | 49,4 | 3 / 5      |
| Montalegre               |         | Partido Socialista       | Fernando Rodrigues | 50,5 | 4 / 7      |
| Murça                    |         | Partido Social Democrata | José Gomes         | 51,9 | 3 / 5      |
| Peso da Régua            |         | Partido Socialista       | Vítor de Almeida   | 45,7 | 4 / 7      |
| Ribeira de Pena          |         | Partido Socialista       | João de Carvalho   | 48,7 | 3 / 5      |
| Sabrosa                  |         | Partido Social Democrata | Orlando Vaz        | 50,8 | 3 / 5      |
| Santa Marta de Penaguião |         | Partido Socialista       | Francisco Ribeiro  | 53,4 | 3 / 5      |
| Valpaços                 |         | Partido Social Democrata | Francisco Tavares  | 54,5 | 4 / 7      |
| Vila Pouca de Aguiar     |         | Partido Socialista       | Carlos Ambrósio    | 45,5 | 4 / 7      |
| Vila Real                |         | Partido Social Democrata | Manuel Martins     | 54,8 | 4 / 7      |

### Distrito de Viseu
| Concelho              | Partido | Partido                    | Presidente       | %    | Vereadores |
| --------------------- | ------- | -------------------------- | ---------------- | ---- | ---------- |
| Armamar               |         | Partido Social Democrata   | Hernâni Almeida  | 70,6 | 4 / 5      |
| Carregal do Sal       |         | Partido Social Democrata   | Atílio Nunes     | 59,2 | 4 / 5      |
| Castro Daire          |         | Partido Social Democrata   | João Pereira     | 64,2 | 5 / 7      |
| Cinfães               |         | Partido Socialista         | José Pinto       | 35,7 | 3 / 7      |
| Lamego                |         | Partido Socialista         | José Santos      | 42,7 | 3 / 7      |
| Mangualde             |         | Partido Social Democrata   | António Marques  | 52,3 | 4 / 7      |
| Moimenta da Beira     |         | Partido Social Democrata   | José Correia     | 54,9 | 4 / 7      |
| Mortágua              |         | Partido Socialista         | Afonso Abrantes  | 59,1 | 3 / 5      |
| Nelas                 |         | Partido Socialista         | José Correia     | 49,4 | 4 / 7      |
| Oliveira de Frades    |         | Partido Social Democrata   | João Maia        | 59,1 | 4 / 5      |
| Penalva do Castelo    |         | Partido Popular Monárquico | Gabriel Costa    | 50,0 | 3 / 5      |
| Penedono              |         | Partido Social Democrata   | João Carvalho    | 48,1 | 3 / 5      |
| Resende               |         | Partido Social Democrata   | Albino Matos     | 51,3 | 4 / 7      |
| Santa Comba Dão       |         | Partido Socialista         | Orlando Mendes   | 48,2 | 4 / 7      |
| São João da Pesqueira |         | Partido Social Democrata   | António Costa    | 78,0 | 5 / 5      |
| São Pedro do Sul      |         | Partido Socialista         | Manuel Pinho     | 46,1 | 4 / 7      |
| Sátão                 |         | Partido Social Democrata   | Luís Cabral      | 54,0 | 4 / 7      |
| Sernancelhe           |         | Partido Social Democrata   | José Cardoso     | 54,3 | 3 / 5      |
| Tabuaço               |         | Partido Social Democrata   | José dos Santos  | 49,4 | 3 / 5      |
| Tarouca               |         | Partido Socialista         | Mário Ferreira   | 42,1 | 3 / 5      |
| Tondela               |         | Partido Social Democrata   | António Cruz     | 54,3 | 5 / 7      |
| Vila Nova de Paiva    |         | Partido Socialista         | Carlos Pires     | 36,9 | 2 / 5      |
| Viseu                 |         | Partido Social Democrata   | Fernando Ruas    | 54,7 | 6 / 9      |
| Vouzela               |         | Partido Socialista         | Paulo Figueiredo | 49,1 | 4 / 7      |

| Eleições autárquicas portuguesas de 1997 Distritos: Aveiro \| Beja \| Braga \| Bragança \| Castelo Branco \| Coimbra \| Évora \| Faro \| Guarda \| Leiria \| Lisboa \| Portalegre \| Porto \| Santarém \| Setúbal \| Viana do Castelo \| Vila Real \| Viseu \| Açores \| Madeira |

## Câmaras que mudaram de partido
| Concelho                     | 1993–1997                  | 1993–1997                            | 1997–2001                  | 1997–2001                            |
| Concelho                     | Partido                    | Partido                              | Partido                    | Partido                              |
| Região Autónoma dos Açores   | Região Autónoma dos Açores | Região Autónoma dos Açores           | Região Autónoma dos Açores | Região Autónoma dos Açores           |
| ---------------------------- | -------------------------- | ------------------------------------ | -------------------------- | ------------------------------------ |
| Angra do Heroísmo            |                            | Partido Social Democrata             |                            | Partido Socialista                   |
| Distrito de Aveiro           |                            |                                      |                            |                                      |
| Aveiro                       |                            | Partido Popular                      |                            | Partido Socialista                   |
| Castelo de Paiva             |                            | Partido Socialista                   |                            | Partido Social Democrata             |
| Ílhavo                       |                            | Partido Socialista                   |                            | Partido Social Democrata             |
| Murtosa                      |                            | Partido Socialista                   |                            | Partido Social Democrata             |
| Distrito de Beja             |                            |                                      |                            |                                      |
| Cuba                         |                            | CDU – Coligação Democrática Unitária |                            | Partido Socialista                   |
| Moura                        |                            | Partido Socialista                   |                            | CDU – Coligação Democrática Unitária |
| Odemira                      |                            | CDU – Coligação Democrática Unitária |                            | Partido Socialista                   |
| Distrito de Braga            |                            |                                      |                            |                                      |
| Vila Verde                   |                            | Partido Popular                      |                            | Partido Social Democrata             |
| Distrito de Bragança         |                            |                                      |                            |                                      |
| Bragança                     |                            | Partido Socialista                   |                            | Partido Social Democrata             |
| Freixo de Espada à Cinta     |                            | Partido Socialista                   |                            | Partido Social Democrata             |
| Miranda do Douro             |                            | Partido Socialista                   |                            | Partido Social Democrata             |
| Distrito de Castelo Branco   |                            |                                      |                            |                                      |
| Castelo Branco               |                            | Partido Social Democrata             |                            | Partido Socialista                   |
| Covilhã                      |                            | Partido Socialista                   |                            | Partido Social Democrata             |
| Idanha-a-Nova                |                            | Partido Socialista                   |                            | Partido Social Democrata             |
| Distrito de Coimbra          |                            |                                      |                            |                                      |
| Arganil                      |                            | Partido Social Democrata             |                            | Partido Socialista                   |
| Cantanhede                   |                            | Partido Socialista                   |                            | Partido Social Democrata             |
| Figueira da Foz              |                            | Partido Socialista                   |                            | Partido Social Democrata             |
| Tábua                        |                            | Partido Social Democrata             |                            | Partido Socialista                   |
| Distrito de Évora            |                            |                                      |                            |                                      |
| Portel                       |                            | CDU – Coligação Democrática Unitária |                            | Partido Socialista                   |
| Vila Viçosa                  |                            | Partido Social Democrata             |                            | CDU – Coligação Democrática Unitária |
| Distrito de Faro             |                            |                                      |                            |                                      |
| Castro Marim                 |                            | Partido Socialista                   |                            | Partido Social Democrata             |
| Silves                       |                            | CDU – Coligação Democrática Unitária |                            | Partido Social Democrata             |
| Tavira                       |                            | Partido Socialista                   |                            | Partido Social Democrata             |
| Vila do Bispo                |                            | Partido Socialista                   |                            | Partido Social Democrata             |
| Distrito da Guarda           |                            |                                      |                            |                                      |
| Figueira de Castelo Rodrigo  |                            | Partido Socialista                   |                            | Partido Social Democrata             |
| Sabugal                      |                            | Partido Socialista                   |                            | Partido Social Democrata             |
| Distrito de Leiria           |                            |                                      |                            |                                      |
| Alcobaça                     |                            | Partido Socialista                   |                            | Partido Social Democrata             |
| Pedrógão Grande              |                            | Partido Socialista                   |                            | Partido Social Democrata             |
| Peniche                      |                            | Partido Social Democrata             |                            | Partido Socialista                   |
| Distrito de Lisboa           |                            |                                      |                            |                                      |
| Amadora                      |                            | CDU – Coligação Democrática Unitária |                            | Partido Socialista                   |
| Arruda dos Vinhos            |                            | Partido Socialista                   |                            | Partido Social Democrata             |
| Vila Franca de Xira          |                            | CDU – Coligação Democrática Unitária |                            | Partido Socialista                   |
| Região Autónoma da Madeira   |                            |                                      |                            |                                      |
| Porto Santo                  |                            | Partido Socialista                   |                            | Partido Social Democrata             |
| Distrito de Portalegre       |                            |                                      |                            |                                      |
| Crato                        |                            | CDU – Coligação Democrática Unitária |                            | Partido Socialista                   |
| Marvão                       |                            | Partido Social Democrata             |                            | Partido Socialista                   |
| Monforte                     |                            | Partido Socialista                   |                            | CDU – Coligação Democrática Unitária |
| Portalegre                   |                            | Partido Social Democrata             |                            | Partido Socialista                   |
| Sousel                       |                            | Partido Social Democrata             |                            | Partido Socialista                   |
| Distrito do Porto            |                            |                                      |                            |                                      |
| Vila Nova de Gaia            |                            | Partido Socialista                   |                            | Partido Social Democrata             |
| Distrito de Santarém         |                            |                                      |                            |                                      |
| Alpiarça                     |                            | CDU – Coligação Democrática Unitária |                            | Partido Socialista                   |
| Golegã                       |                            | CDU – Coligação Democrática Unitária |                            | Partido Socialista                   |
| Salvaterra de Magos          |                            | Partido Socialista                   |                            | CDU – Coligação Democrática Unitária |
| Tomar                        |                            | Partido Socialista                   |                            | Partido Social Democrata             |
| Distrito de Setúbal          |                            |                                      |                            |                                      |
| Montijo                      |                            | CDU – Coligação Democrática Unitária |                            | Partido Socialista                   |
| Sesimbra                     |                            | CDU – Coligação Democrática Unitária |                            | Partido Socialista                   |
| Distrito de Viana do Castelo |                            |                                      |                            |                                      |
| Monção                       |                            | Partido Social Democrata             |                            | Partido Socialista                   |
| Valença                      |                            | Partido Social Democrata             |                            | Partido Socialista                   |
| Distrito de Vila Real        |                            |                                      |                            |                                      |
| Mondim de Basto              |                            | Partido Popular                      |                            | Partido Social Democrata             |
| Peso da Régua                |                            | Partido Social Democrata             |                            | Partido Socialista                   |
| Ribeira de Pena              |                            | Partido Social Democrata             |                            | Partido Socialista                   |
| Sabrosa                      |                            | Partido Socialista                   |                            | Partido Social Democrata             |
| Distrito de Viseu            |                            |                                      |                            |                                      |
| Cinfães                      |                            | Partido Social Democrata             |                            | Partido Socialista                   |
| Mangualde                    |                            | Partido Socialista                   |                            | Partido Social Democrata             |
| Penalva do Castelo           |                            | Partido Popular                      |                            | Partido Popular Monárquico           |
| Tarouca                      |                            | Partido Social Democrata             |                            | Partido Socialista                   |
| Vila Nova de Paiva           |                            | Partido Popular                      |                            | Partido Socialista                   |